# Zweiter Schottischer Unabhängigkeitskrieg
Zweiter Schottischer Unabhängigkeitskrieg (Der Krieg der drei Könige, englisch The War of the three Kings) war ein militärischer Konflikt zwischen England und Schottland. Ab 1332 versuchten zunächst englische Adlige, die Ansprüche auf Besitzungen in Schottland erhoben, eine Invasion Schottlands. Sie konnten zunächst ein schottisches Heer schlagen und den von ihnen unterstützten Edward Balliol zum König krönen lassen. Dieser konnte sich jedoch nicht behaupten, worauf im Sommer 1333 der englische König Eduard III. ein Heer nach Schottland führte. Erneut wurden die Schotten geschlagen, doch auch nach weiteren Feldzügen des englischen Königs leisteten die schottischen Magnaten weiter Widerstand. Nach mehreren Jahren verheerenden Kleinkriegs wandte sich der englische König einem Krieg mit Frankreich zu. Als der schottische König 1346 in englische Gefangenschaft geriet, unternahm der englische König aufgrund des andauernden Kriegs mit Frankreich nur einen halbherzig geführten Feldzug nach Schottland. Doch erst 1357 endete der Krieg in Schottland faktisch, als nach langen Verhandlungen der schottische König freigelassen wurde.

## Ausgangslage
Nach einem jahrzehntelangen Krieg hatte England im Frieden von Edinburgh und Northampton 1328 die Unabhängigkeit von Schottland anerkennen müssen. Darin verzichtete die englische Krone auf alle Ansprüche auf schottischen Besitz. Zwischen England und Schottland galt wieder die Grenze von vor 1296. Während des Krieges hatte die englische Krone aber umfangreiche Besitzungen als Lehen an englische Magnaten vergeben, die nun als verwirkt galten. Dazu gab es eine Reihe von schottischen bzw. englisch-schottischen Magnaten, die in dem Krieg die englische Krone unterstützt hatten. Durch den Frieden verloren sie endgültig ihre Besitzungen in Schottland. Für diese englischen und schottischen Magnaten waren in dem Friedensabkommen keine konkreten Abmachungen über Entschädigungen getroffen worden. Zwar hatten auch einige schottische Magnaten durch den Krieg ihrerseits Besitzungen in England verloren, doch bei der Hochzeit von David, dem schottischen Thronerben, mit der englischen Königstochter Johanna drängte die englische Königin Isabelle auf Entschädigungen für einige englische Magnaten, vor allem für jene, die bereits vor Kriegsbeginn durch Erbschaften schottische Besitzungen besessen hatten. Die Schotten reagierten auf diese Forderungen zunächst zurückhaltend, doch am 28. Juli 1328 erkannte der schottische König Robert I. in Glasgow Ansprüche von Henry Percy auf Gebiete an, die er bereits vor Beginn des Krieges besessen hatte. Er erhielt zwar nicht sofort die Besitzungen zurück, auf die er Erbansprüche hatte, doch auf die Baronien Urr in Galloway und Red Castle in Angus konnte er als Nachfahre von Henry Fishburn, einem Enkel von Henry Balliol of Red Castle berechtigte Ansprüche machen. Offenbar erhielt er diese Gebiete zurück, denn am 20. Dezember 1330 erklärte der englische König, dass Percy keine weiteren Ansprüche auf schottische Gebiete hätte. Nach Ansicht der englischen Krone hatten auch die Barone Thomas Wake, Henry de Beaumont und William la Zouche noch berechtigte Erbansprüche auf schottische Gebiete. Diese wurden zusammen mit anderen Baronen, die Besitzungen in Schottland verloren hatten, als Enterbte bezeichnet.

## Invasion Schottlands durch die Enterbten

### Bemühungen der Enterbten um Rückgabe ihrer Besitzungen
Henry de Beaumont und Thomas Wake gehörten zusammen mit Henry of Lancaster und David Strathbogie zu den schärfsten Gegnern des Friedens mit Schottland. Sie gehörten in der Folge auch zu den schärfsten Opponenten von Roger Mortimer, dem eigentlichen Machthaber Englands, der anstelle des minderjährigen Königs Eduard III. die Regierung führte. Mortimer konnte aber die Revolte von Lancaster und seinen Unterstützern Anfang 1329 niederschlagen. Beaumont und Wake mussten ins Exil flüchten. Nachdem der junge Eduard III. im Oktober 1330 Mortimer in einem Staatsstreich stürzen konnte, konnten die Exilierten zurückkehren und gewannen rasch wieder an Einfluss. Bereits wenige Tage nachdem ihnen der König ihre beschlagnahmten Besitzungen zurückgegeben hatte, forderte Eduard III. am 20. Dezember 1330 in einem Brief an David II. diesen auf, nicht nur Wake und Beaumont, sondern auch anderen Enterbten ihre schottischen Besitzungen zurückzugeben. Der minderjährige David II., der den schottischen Thron nach dem Tod seines Vaters Robert I. 1329 bestiegen hatte, bestätigte den Eingang des Briefs von Eduard III., doch die diplomatischen Bemühungen zugunsten der Enterbten blieben erfolglos. Da die Schotten noch nicht das gesamte Geld gezahlt hatten, dass sie nach dem Friedensabkommen an die englische Krone zahlen wollten, unternahm der englische König aber keine weiteren Aktionen, um die Zahlung der ausstehenden Gelder nicht zu gefährden. Bis Sommer 1331 zahlten die Schotten schließlich die noch ausstehende Summe.

### Vorbereitungen der Enterbten für einen Angriff auf Schottland
Nach der Zahlung der letzten Rate des schottischen Geldes reisten Beaumont und Strathbogie 1331 im Auftrag des Königs nach Frankreich, dabei trafen sie sich offenbar auch mit dem im französischen Exil lebenden Edward Balliol, der als Sohn des früheren Königs John Balliol einen Anspruch auf den schottischen Thron hatte. Balliol hatte aber zunächst vor allem Interesse an der Rückgabe der englischen Besitzungen seiner Familie. Diese waren 1296 zu Beginn des Kriegs mit Schottland von König Eduard I. beschlagnahmt worden. Im Sommer 1331 brachte ihn Beaumont zurück nach England, wo er sich wenig später mit zahlreichen der Enterbten traf. Die Schotten sahen die Ankunft von Balliol in England offenbar als Bedrohung. Sie beriefen für November 1331 ein Parlament nach Scone. Dort wurde anschließend der junge David II. zum König gekrönt. Damit wollten sie offenbar Balliols Ansprüchen zuvorkommen.
In England berieten sich die Enterbten zweifelsfrei mit Eduard III. über ihr weiteres Vorgehen. Sie wollten mit einem Heer in Schottland einfallen, doch der König hatte Skrupel, seinen Schwager David II. so zu hintergehen. Deshalb verbot er ihnen, über den Landweg nach Schottland einzufallen. Er wies offiziell seine Beamten an, den Frieden mit Schottland zu wahren und Aggressoren zu verhaften. Insgeheim durften die Enterbten aber Nordengland als Basis nutzen, um dort Truppen zusammen zu ziehen und um Schiffe auszurüsten, mit denen sie nach Schottland segeln wollten. Mit Erlaubnis des Königs durften die Enterbten auch ihren Landbesitz verpfänden, um Geld für die geplante Invasion Schottlands zu sammeln. Zu den Unterstützern von Beaumont und Balliol gehörten Isabel de Vescy, die Schwester von Beaumont, Beaumonts Schwiegersohn David Strathbogie, dessen Onkel Richard Talbot, Gilbert de Umfraville, Ralph Stafford, Alexander und John Mowbray, John Felton, Henry Ferrers mit zweien seiner Brüder, Thomas Ughtred, Nicholas Beche, Fulk Fitz Warin, Robert Winchester sowie einen oder beide der namensgleichen Walter Comyn. Auch Walter Mauny, ein Ritter des königlichen Haushalts gehörte dem Heer der Enterbten an, was als klares Zeichen gilt, das Eduard III. in das Vorhaben eingeweiht war. Zu den Enterbten, die die Expedition nicht unterstützten, gehörten Henry Percy, der durch die Intervention der Krone durch Robert Bruce entschädigt worden war, und Thomas Wake, der zwar Vorbereitungen für seine Teilnahme an der Expedition getroffen hatte, aber durch eine Fehde mit dem Abt von Croyland von dem Feldzug abgehalten wurde. Die Armee der Enterbten soll nach den Angaben der Chronisten zwischen 1500 und 2000 Mann stark gewesen sein. Darunter sollen sich etwa 500 Ritter und men-at-arms befunden haben. Unter den Fußsoldaten befanden sich zahlreiche Bogenschützen. Die Armee stand unter nominaler Führung von Edward Balliol, doch der eigentliche militärische Führer war Henry de Beaumont.

### Invasion der Enterbten und Schlacht von Dupplin Moor
Für den minderjährigen David II. hatte nach dem Tod von Robert I. der erfahrene Militär Thomas Randolph, 1. Earl of Moray als Guardian of Scotland die Regentschaft geführt. Als Moray am 20. Juli 1332 nach langer Krankheit starb, hofften die Enterbten, das Machtvakuum in Schottland nach dem Tod des Guardian ausnutzen zu können. Ihre Armee brach am 31. Juli mit etwa 88 größeren und kleineren Schiffen von Ravenser, Barton und Hull nach Schottland auf. Die schottischen Magnaten handelten nach dem Tod des Guardian jedoch rasch. Sie trafen sich am 2. August in Perth, wo sie Donald of Mar zum neuen Guardian wählten. Mar war ein erfahrener Militär und mit dem schottischen König verwandt, doch er hatte zeitweise die Engländer unterstützt. Obwohl er einstimmig gewählt worden war, gab es Verdächtigungen, dass er insgeheim mit den Enterbten in Kontakt stand oder gar mit ihnen verbündet war. Unmittelbar nach seiner Ernennung zum Guardian erhielt Mar die Information, dass die Enterbten mit einer Flotte auf dem Weg nach Schottland waren. Um den Angriff abzuwehren, beauftragte er Patrick of Dunbar, Earl of March, am Südufer des Forth eine Armee aufzustellen. Mar selbst stellte eine Armee am Nordufer des Forth auf. Tatsächlich landeten die Enterbten am 6. August bei Kinghorn am Nordufer. Dort schlugen sie ein Aufgebot des Earl of Fife, dass ihre Landung verhindern wollte, in dem Gefecht bei Kinghorn. Anschließend zogen die Enterbten Richtung Perth. Den Übergang über den River Earn fanden sie jedoch durch die Armee des Guardian verstellt, während ihnen von Süden die Armee des Earl of March folgte. Durch Verrat erfuhren die Enterbten von einer Furt über den Earn, die sie in der Nacht vom 10. auf den 11. August überqueren konnten. Am Folgetag erlitt die Armee des Guardian gegen die Enterbten in der Schlacht von Dupplin Moor eine vernichtende Niederlage. Der Guardian, die Earls of Moray und Menteith und zahlreiche weitere schottische Barone fielen in der Schlacht, während die Armee der Enterbten nur geringe Verluste erlitten haben soll. Anschließend besetzten die Enterbten Perth, das sie eilends befestigten. Die verbliebenen schottischen Truppen unter dem Earl of March belagerten darauf die Stadt, doch am 24. August erlitt eine schottische Flotte unter dem Kommando des aus Flandern stammenden Piraten John Crab gegen eine englische Nachschubflotte eine schwere Niederlage. Wenig später brachen die Schotten die Belagerung ab, zumal es in Galloway einen Aufstand von schottischen Anhängern Balliols gab. In Galloway lagen die angestammten Besitzungen der Balliols, und diese Anhänger plünderten unter Führung von Eustace Maxwell Besitzungen der benachbarten Anhänger von David II. Zum neuen Guardian of Scotland wurde Andrew Murray, ein reicher Baron bestimmt. Dieser zog zusammen mit dem Earl of March, John Randolph, dem neuen Earl of Moray und Archibald Douglas nach Galloway, um die dortige Rebellion niederzuschlagen.

## Versuch der Festigung der Herrschaft von Balliol

### Krönung in Scone

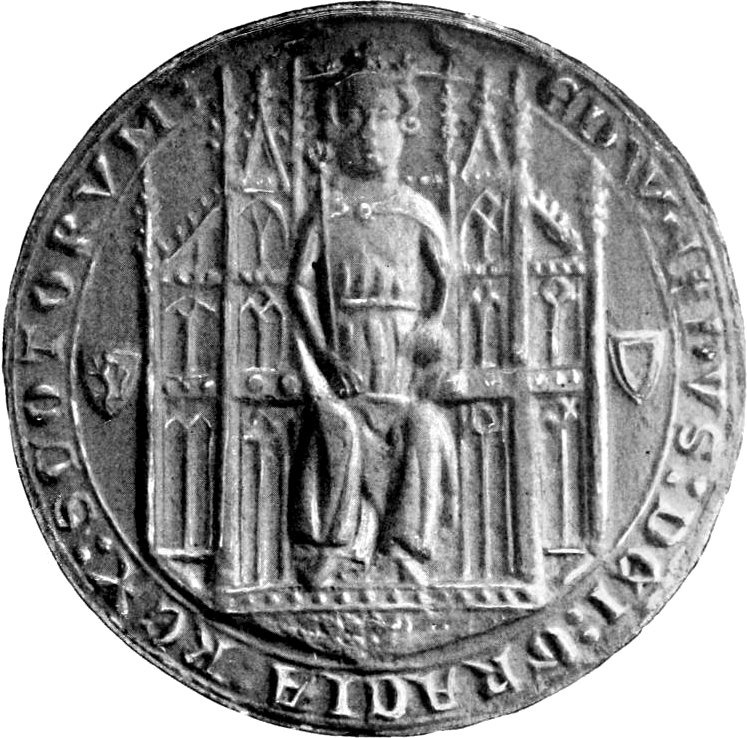
Siegel von Edward Balliol als König von Schottland

Nach dem Abzug der Belagerer von Perth glaubten Balliol und seine Unterstützer, dass ihre Invasion Schottlands erfolgreich war. Bischof William Sinclair von Dunkeld unterwarf sich Balliol, während Bischof James Ben von St Andrews, ins Ausland floh, wo er wenig später starb. Die Äbte von Dunfermline, Coupar, Inchaffray, Arbroath und Scone sowie mehrere schottische Barone wie der Earl of Fife erkannten Balliol als neuen König an. Am 24. September ließ er sich in Scone, dem traditionellen schottischen Krönungsort, zum König der Schotten krönen. Um den Widerstand der Anhänger von David II. südlich des Forth zu brechen und um seine Unterstützer in Galloway zu entlasten, zog Balliol anschließend nach Südschottland. Perth ließ er in der Obhut des Earl of Fife zurück. Während Balliol über Cunninghame und Kyle nach Galloway zog, eroberten Simon Fraser, Robert Keith, John Lindsay und andere jedoch am 7. Oktober 1332 Perth im Sturm. Der Earl of Fife geriet in Gefangenschaft und wurde nach Kildrummy Castle gebracht.

### Sicherung von Galloway und Gefecht an der Brücke von Roxburgh
Balliol konnte sich rasch den Besitz von Galloway sichern, da der Guardian Murray nicht genügend Truppen zur Verfügung hatte, um ihn in einer Feldschlacht zu stellen. Als Balliol aber zur wichtigen Grenzstadt Roxburgh zog, sah Murray eine Chance, ihn gefangen zu nehmen. In der irrigen Meinung, Balliol hätte sich von seinen Truppen getrennt, um Kelso Abbey zu besuchen, ließ der Guardian die Brücke über den Tweed zerstören. Balliol hatte sich aber offenbar nicht von seinen Truppen getrennt. Die Schotten flüchteten, als sie die Überzahl der nahenden Enterbten bemerkten. Murray versuchte jedoch, mit wenigen Begleitern einen schottischen Ritter vor der Gefangennahme zu retten. Dabei wurde er von zahlreichen Rittern der Enterbten gestellt und zusammen mit dem Militäringenieur John Crab vermutlich von Walter Mauny gefangen genommen. Sowohl Crab wie auch Murray wurden nach England gesandt. Während Murray in Gefangenschaft blieb, wechselte der aus den Niederlanden stammende Crab die Seiten und diente fortan dem englischen König. Nach der Gefangennahme von Murray wurde Archibald Douglas neuer Guardian of Scotland. Balliol dagegen vergab nach seinem Erfolg bei Roxburgh für beschlagnahmt erklärte Ländereien an seine Gefolgsleute. Vor allem erkannte er aber am 23. November 1332 in einer Urkunde die Oberherrschaft des englischen Königs an, dem er offenbar bereits vor seinem Aufbruch nach Schottland die Treue geschworen hatte. Dabei verpflichtete er sich zum Heeresdienst sowohl auf den britischen Inseln wie auch auf dem europäischen Festland, während er offenbar keinen Anspruch auf eine Teilnahme an den englischen Parlamenten hatte. In einer zweiten Urkunde erklärte Balliol, dass er dem englischen König als Dank für dessen Unterstützung erhebliche Teile Südschottlands abtreten würde. Die genauen Gebiete sollten noch von einer englisch-schottischen Kommission festgelegt werden, doch vor Michaelis 1333 sollte die Übertragung erfolgen. Allerdings war diese Abtretung formal nur eine Absichtserklärung, die zunächst noch von einem schottischen Parlament beschlossen und dann von Balliol als König genehmigt werden musste.

### Englisches Parlament in York
In England hatte Eduard III. am 7. Oktober 1332 die Aufstellung von 2000 Soldaten in Lancashire, Yorkshire, Derbyshire und Cheshire befohlen, nachdem das Parlament im September beschlossen hatte, dass angesichts des Erfolgs von Balliol der König selbst nach Norden ziehe solle. Während Eduard III. weitere Vorbereitungen für den Feldzug nach Schottland traf, schlug er Papst Johannes XXII. nach dem Tod von Bischof Bennet einen eigenen Kandidaten als Bischof von St Andrews vor. Jedoch wurde weder dieser noch andere Kandidaten vom Papst als Bischof bestätigt, so dass die wichtige Diözese St Andrews insgesamt neun Jahre lang vakant blieb. Offiziell betrachtete Eduard III. zu dieser Zeit allerdings den 1328 geschlossenen Frieden weiterhin als gültig an und ließ Gesandte des schottischen Guardian in Newcastle empfangen. Nachdem Eduard III. von Balliols Krönung erfahren hatte, berief er am 20. Oktober für den 4. Dezember 1332 ein Parlament nach York. Das Parlament in York trat verspätet zusammen, und selbst dann waren noch immer zahlreiche Magnaten nicht erschienen. Während dieses Parlaments wurde über die künftige Stellung von Schottland beraten. Dabei lehnte das Parlament am 11. Dezember den Versuch von Eduard III. ab, die direkte Herrschaft über Schottland zu beanspruchen. Daraufhin verlängerte der König das Parlament bis zum 20. Januar 1333. Er hoffte, dass bis dahin weitere Magnaten erscheinen würden, die seine Haltung unterstützen würden.

### Schlacht von Annan und Flucht Balliols aus Schottland
In Schottland sollen der Earl of March und Archibald Douglas nach dem Gefecht an der Roxburgh Bridge angeblich einen bis zum 2. Februar 1333 befristeten Waffenstillstand mit Balliol geschlossen haben. Nach Ablauf des Waffenstillstands sollte ein schottisches Parlament entscheiden, ob David II. oder Balliol schottischer König sein sollte. Balliol fühlte sich auf jeden Fall so sicher, dass er vor Weihnachten seine englischen Unterstützer entließ und nur mit kleinem Gefolge nach Annan reiste, wo er Weihnachten verbringen wollte. Im Morgengrauen des 17. Dezember 1332 überfielen jedoch Archibald Douglas und der Earl of Moray zusammen mit anderen schottischen Magnaten Annan. Zahlreiche Angehörige von Balliols Gefolge wurden in dem folgenden Gefecht getötet, während Balliol selbst sich knapp retten und nach England flüchten konnte. In der Folge brach seine Herrschaft in Schottland zusammen.

## Offener Eintritt Englands in den Krieg

### Die Belagerung von Berwick
Balliol flüchtete nach Carlisle, wo er bei Ranulph Dacre, Christiana de Guignes und Robert Clifford Zuflucht fand. Er bat nun Eduard III. um direkte Unterstützung. Der Kronrat überzeugte den König, dass sich England mit Schottland im Krieg befand, da es als französischer Verbündeter nicht mehr an den Frieden von 1328 gebunden war. Als am 20. Januar 1333 jedoch das Parlament in York erneut zusammentrat, zögerten die Magnaten weiterhin, einen neuen Feldzug nach Schottland zu führen. Das Parlament beauftragte nur Erzbischof William Melton von York, Bischof William Airmyn von Norwich, Henry Percy, William Clinton, William Denholme und William Shareshull mit der Verteidigung der Scottish Marches. Diese waren offensichtlich bereit, einen Feldzug nach Schottland zu unterstützen, denn nachdem das Parlament beendet worden war, begannen am 30. Januar die Vorbereitungen für einen Feldzug nach Schottland. Balliol überquerte wenig später mit seinen Unterstützern und mehreren englischen Magnaten die Grenze und fiel Mitte März in Roxburghshire ein. Ohne große Schwierigkeiten eroberte er Oxnam, eine Festung von Robert Colville. Nachdem sie die Umgebung geplündert hatten, zog Balliol mit seiner Armee weiter nach Berwick, wo er mit der Belagerung der Stadt begann.

### Schlacht bei Halidon Hill

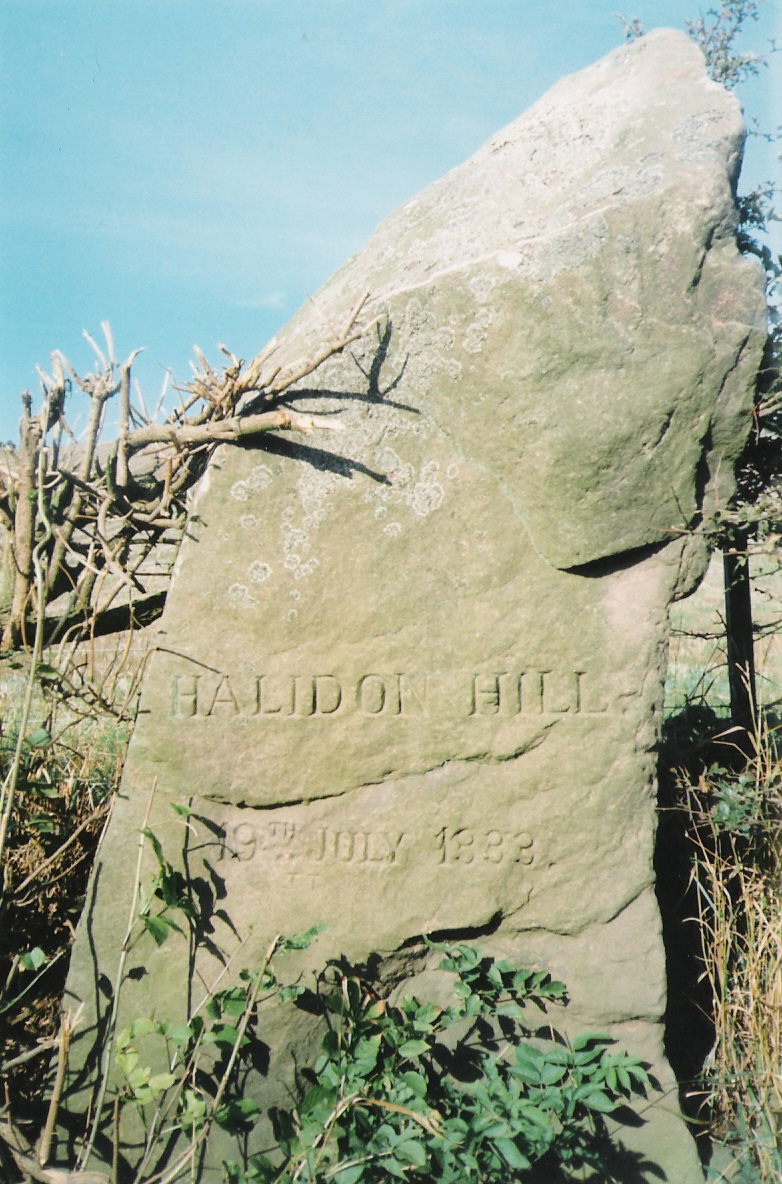
Gedenkstein für die Schlacht am Halidon Hill

Entgegen ihrer Taktik bei früheren englischen Angriffen waren die Schotten entschlossen, Berwick gegen einen englischen Angriff zu halten. Nach der Eroberung der Stadt 1318 hatte Robert I. die Befestigungen verstärken lassen. Der schottische Guardian Archibald Douglas wollte das Belagerungsheer jedoch nicht offen angreifen, sondern unternahm mehrere Raubzüge nach Nordengland, um die Belagerer zum Abbruch der Belagerung zu bewegen. Diese Angriffe benutzte der englische König aber als Vorwand für seinen geplanten Feldzug nach Schottland. Bis Mitte April hatte er in Newcastle ein starkes Heer zusammen gezogen, mit dem er im Mai die Belagerungstruppen vor Berwick verstärkte. Nach fortwährenden Beschuss durch Belagerungsmaschinen und mehreren englischen Angriffen schlossen die Belagerten einen Waffenstillstand unter der Bedingung, sich am 20. Juli zu ergeben, falls bis dahin kein schottisches Entsatzheer die englischen Truppen geschlagen hätte. Nun stand der Guardian unter Zugzwang. Mit einem starken schottischen Heer zog er nach Berwick, wo Eduard III. ihn am Halidon Hill nordwestlich der Stadt erwartete. In der Schlacht bei Halidon Hill erlitt das schottische Heer am 19. Juli eine vernichtende Niederlage. Am nächsten Tag ergab sich Berwick.

## Erneute Herrschaft von Balliol in Schottland

### Die Verteilung der schottischen Besitzungen
Der englische König belohnte nach dem Sieg bei Halidon Hill seine Ritter mit Geld, Geschenken und schottischen Lehen. Auch Edward Balliol belohnte seine Unterstützer großzügig. Unter anderem ernannte er seinen Cousin John de Warenne, 7. Earl of Surrey zum schottischen Earl of Strathearn. Der bisherige Earl of Strathearn, Malise, hatte die Schlacht von Halidon überlebt, doch dann offenbar freiwillig auf seinen Titel verzichtet. Der englische König glaubte allerdings, dass Balliol ihm den Titel aberkannt hätte. Wegen seines freiwilligen Verzichts wurde Malise später von den Anhängern von David II. des Verrats bezichtigt. Warenne hatte dagegen kaum Nutzen von dem Titel, da er die schottische Region nie in seine Gewalt bekam. Eine weitere Schenkung von Balliol führte zum Streit zwischen zweien seiner Verbündeten. Trotz der Ansprüche von Edward Bohun auf Annandale belehnte Balliol am 29. Juli 1333 Henry Percy mit Lochmaben und Annandale, wobei er sich gewisse Rechte vorbehielt. Damit wurden die Percys mit zu den größten Landbesitzern in Schottland und zu entschlossenen Unterstützern des Thronanspruchs von Balliol, doch diese Schenkung führte zu einem langwierigen Streit zwischen Bohun und Percy. Die wichtigste Schenkung machte Balliol jedoch zugunsten seines wichtigsten Unterstützers. Direkt nach dem Sieg von Halidon übergab er als Teil der versprochenen Landübertragungen Berwick, Berwick Castle und Berwickshire an den englischen König. Der englische König übernahm innerhalb weniger Wochen die Verwaltung der Stadt und ersetzte die schottischen Beamten durch Engländer. Als Folge der schottischen Niederlage wechselte der schottische Kommandant von Berwick Castle, der Earl of March, die Seiten und unterstützte fortan den englischen König. Er musste zwar Berwick Castle an Henry Percy übergeben, doch mit dem Recht zur Wiederbefestigung von Dunbar Castle wurde er mehr als entschädigt. Der englische König unterstützte ihn dazu finanziell beim Wiederaufbau seiner Burg.
Überzeugt, dass Schottland durch den englischen Sieg bei Halidon Hill unterworfen sei, verließ Eduard III. vor dem 29. Juli 1333 Berwick, wo er sein Heer entließ. Dann reiste er nach Bamburgh, wo Königin Philippa auf ihn wartete, und reiste mit ihr rasch weiter nach Süden. Er wollte nun rasch eine Gesandtschaft nach Frankreich schicken, nachdem das schottische Problem offenbar gelöst war. Die Schotten hatten jedoch bereits den Earl of Moray sowie mehrere Prälaten nach Frankreich geschickt, um den französischen König und den Papst um Unterstützung zu bitten. Allerdings war der französische König Philipp VI. offenbar zögerlich, den Exilierten umfassende Unterstützung zu versprechen. Die englischen Gesandten konnten dagegen am 8. September 1333 eine Einigung mit Grafen Ludwig von Flandern treffen. Die wichtigen Handelsstädte Brügge, Gent und Ypern hatten unter der englischen Blockade der schottischen Häfen gelitten und der Graf wollte offenbar rasch den Handel wieder aufnehmen.

### Kampf gegen die verbliebenen Anhänger von David II.
In Schottland versuchten Balliol und seine Unterstützer nun, die letzten Anhänger von David II. zu unterwerfen. Am 28. August 1333 beauftragte er Henry Percy mit der Eroberung von Lochmaben Castle. Percy ließ sich jedoch mit der Belagerung der Burg Zeit, deren Besatzung sich daraufhin Edward Bohun und David Strathbogie ergab. Dies schürte weiter den Konflikt zwischen Percy und Bohun über die Herrschaft in Annandale. Am 15. September übergab Balliol in Glasgow Besitzungen in Roxburgh sowie die Verwaltung des Forest of Selkirk an Geoffrey Mowbray, teils im Namen von dessen Frau Isabel, der verwitweten Countess of Mar. David Strathbogie versuchte inzwischen, das Comyn-Erbe seiner Frau in Nordschottland zu erlangen. Dazu erhielt Strathbogie von Balliol die für beschlagnahmt erklärten Besitzungen von Robert the Stewart in Westschottland sowie den Titel Steward of Scotland. Tatsächlich konnte Strathbogie Renfrew in Besitz nehmen, dazu wurden ihm Dunoon und Rothesay Castle übergeben. Er ernannte nun Alsn de L’Isle zum Sheriff von Bute und von Cowal. Robert the Stewart, der Besitzer von Rothesay, versteckte sich in der Nähe der Burg, bis er mit Hilfe von John Gibson und William Heriot mit einem Boot nach Inverkip entkommen konnte. Von dort flüchtete er mit wenigen Getreuen zu David II. nach Dumbarton Castle. Neben Dumbarton blieben nur noch die Burgen von Kildrummy, Urquhart, Lochleven und Loch Doon in der Hand von Anhängern von David II.

### Von Balliol einberufenes Parlament von 1334
Balliol betrachtete die wenigen verstreuten Burgen, die noch im Besitz von Anhängern von David II. waren, nicht mehr als Gefahr für seine Herrschaft. Er kümmerte sich jedenfalls nicht um ihre Eroberung, sondern zog nach Perth, das er zu seiner Hauptstadt erklärte. In Edinburgh hielt er im Februar 1334 ein Parlament ab. Teilnehmer waren Balliols Unterstützer, die Earls of Buchan und Atholl sowie Ralph Stafford und Richard Talbot, dazu die englischen Ritter Ranulph Dacre, John Kingston, Thomas West und Peter Middleton, die vermutlich Ländereien in Schottland erhalten hatten. Da die meisten schottischen Barone als enteignet galten, nahmen nur wenige von ihnen an dem Parlament teil, darunter der Earl of March, Alexander Seton und William Keith, der im Vorjahr einer der Verteidiger von Berwick gewesen war. Keith wurde für seinen Seitenwechsel mit dem Amt des Steward of the Royal Household belohnt. Eduard III. sandte mit William Montagu, Ralph Neville, Geoffrey le Scrope, Edward Bohun und Henry Percy fünf Gesandte zu dem Parlament. Die englischen Gesandten wurden am 10. Februar vom Parlament empfangen. Scrope, der Sprecher der Gesandten, verlangte die Umsetzung der Vereinbarung, die Balliol mit Eduard III. in Roxburgh geschlossen hatte. Balliol versuchte dies zu verzögern, doch die Engländer beharrten auf die Übergabe der versprochenen Ländereien im Umfang von 2000 Librates, was schließlich Alexander Mowbray in Absprache mit Balliol im Namen des Parlaments zusicherte.
Anders als während des Ersten Schottischen Unabhängigkeitskriegs spielte die schottische Kirche in dem neuen Unabhängigkeitskampf keine große Rolle. Unter den Bischöfen befand sich kein entschlossener Führer, wie sie Robert Wishart oder William de Lamberton während des Ersten Unabhängigkeitskriegs gewesen waren. James Bennet, der Bischof von St Andrews, war nach der Niederlage von Dupplin Moor ins Exil geflohen, wo er wenig später gestorben war. Auch andere schottische Prälaten waren ins Exil geflüchtet. Bischof William Sinclair von Dunkeld dagegen war nicht nur in Schottland geblieben, sondern hatte Edward Balliol gekrönt. Zusammen mit sechs weiteren Bischöfen, John Lindsay von Glasgow, Alexander de Kininmund von Aberdeen, Simon of Wedale von Galloway, Roger von Ross, Maurice von Dunblane und Adam de Moravia von Brechin nahm Sinclair 1334 am Parlament von Balliol teil.

Karte von Schottland (blau) mit den Gebieten, die Edward Balliol 1334 an England abtreten sollte (braun)

### Flucht von David II. ins französische Exil

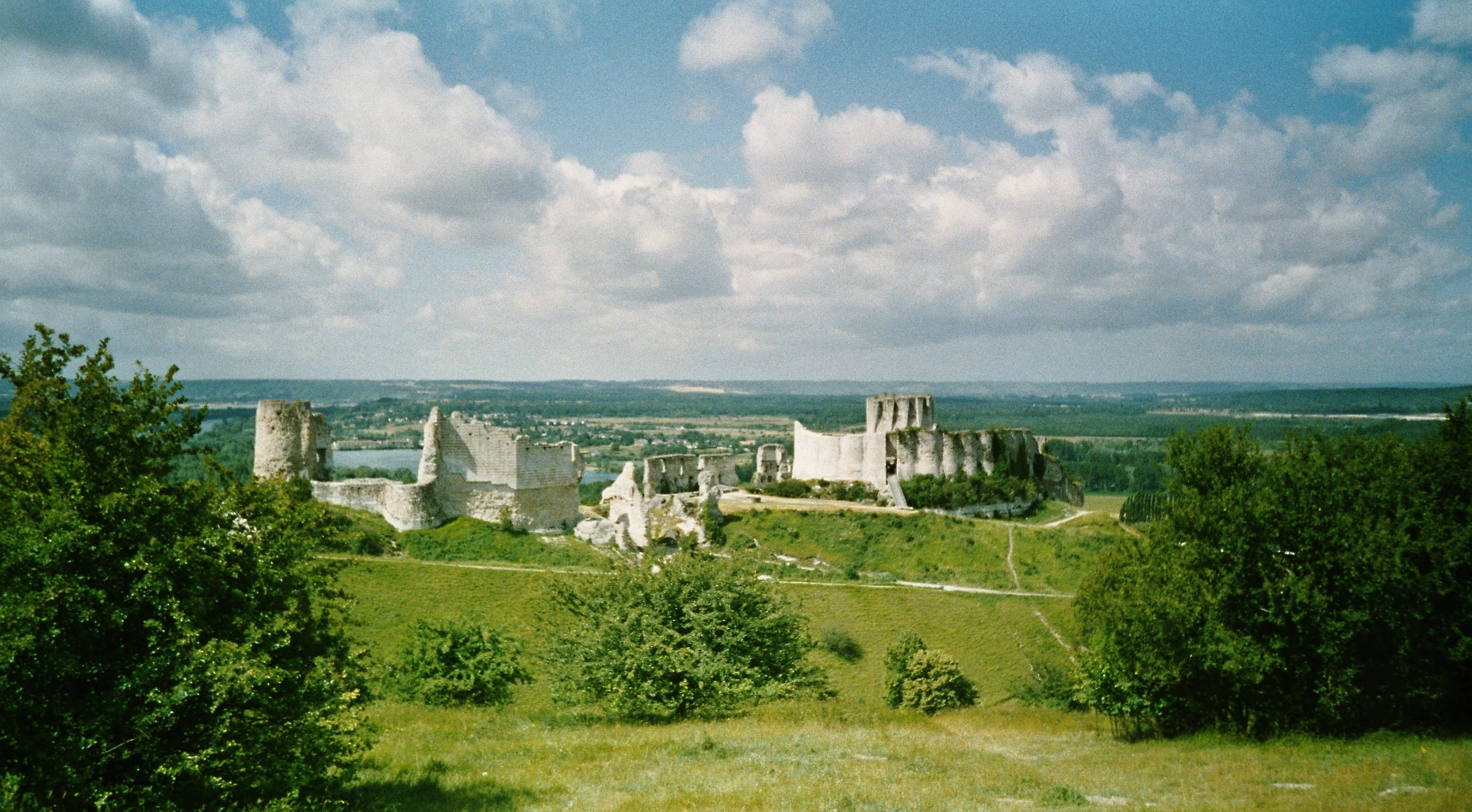
Château Gaillard in der Normandie, das David II. während seines Exils als Residenz diente

Der englische König hielt Anfang März 1334 ein Parlament in York an, wo vor allem die Abtretung der südschottischen Gebiete besprochen wurde. Dann sandte der englische König Erzbischof John Stratford von Canterbury als Gesandten nach Frankreich. Nach dem Vertrag von Corbeil von 1326 war der französische König nicht verpflichtet, den Schotten militärisch zu Hilfe zu kommen. Dennoch blieb Philipp VI. mit den Schotten verbündet. Der französische König empfing Erzbischof Stratford im April in Senlis, doch inzwischen hatte der Earl of Moray den König offenbar überzeugt, dass die Sache der Unterstützer von David II. noch nicht völlig verloren war. Vor der Ankunft der englischen Gesandten war Moray nach Schottland zurückgereist. Er überbrachte die Einladung des französischen Königs an das schottische Königspaar, in Frankreich Zuflucht zu suchen. Daraufhin brachen David II. und seine Frau nach Frankreich auf. Im Mai 1334 landeten sie wohlbehalten in der Normandie, und Philipp VI. empfing sie und wies ihnen Château Gaillard als Wohnsitz zu. In den nächsten Jahren unterstützte der französische König das schottische Königspaar großzügig. Der englischen Gesandtschaft um den Erzbischof von Canterbury machte der französische König zwar um das umstrittene Agenais in Südwestfrankreich Zugeständnisse, doch er erklärte nun offen, dass er den schottischen Widerstand gegen Edward Balliol weiter unterstützen wollte. Französische Diplomaten fragen kritisch, weshalb Eduard III. so offen die Rechte seines Schwagers David II. verletzen würde.

### Abtretung von Südschottland im Abkommen von Newcastle
Die Einsetzung von Richard Bury zum neuen Bischof von Durham nutzte Eduard III., um erneut nach Nordengland zu reisen. Am 5. Juni nahm er an der Einsetzung des Bischofs teil, aber bereits am 6. Juni war er wieder in Newcastle, wo er Balliol traf. Der englische König zahlte an Strathbogie, March und andere Unterstützer von Balliol stattliche Geldsummen. Unter dem Druck des englischen Königs stimmte Balliol am 12. Juni in Newcastle der Abtretung von Berwickshire, Roxburghshire, Selkirkshire, Peeblesshire, Edinburghshire und Dumfriesshire, dem Forest of Selkirk und Jedburgh sowie von Linlithgow und Haddington an England zu. Diese Abtretung wurde von Thomas Wake, Henry Beaumont, David Strathbogie, Richard Talbot und Alexander Mowbray bezeugt. Vermutlich musste Balliol als schottischer König dazu dem englischen König als seinen Oberherrn Hommage leisten, was aber nicht belegt ist. Nur wenige Tage nach dieser Abtretung weiter Teile Südschottlands ernannte der englische König Sheriffs und andere Beamte für das Gebiet. Kurz darauf wurde Henry Percy durch Anthony Lucy als Kommandant von Berwick abgelöst. Am 19. Juni feierten der englische und der schottische König in Newcastle ein prächtiges Fest, ehe Eduard III. am 20. Juni wieder nach Süden reiste.

## Erneuter Zusammenbruch der Herrschaft Balliols

### Die schottische Rebellion von 1334
Der schottische Widerstand gegen die Herrschaft von Balliol war aber nicht völlig erloschen. Neben mehreren verstreuten Burgen unterstützten vor allem die Bewohner der westschottischen Inseln, die zum Besitz von Robert the Stewart gehörten, den Thronanspruch von David II. Stewart plante von Dumbarton Castle aus die Rückeroberung seiner Besitzungen in Südschottland. Diese hatte Balliol an David Strathbogie als Lehen vergeben. Mit Hilfe von Dougal Campbell aus Lochow stellte Stewart eine etwa 400 Mann starke Streitmacht auf, mit der er in Booten nach Cowal übersetzte. Dort eroberte er Dunoon Castle. Ermutigt durch diesen Erfolg überwältigten die Bewohner der Isle of Bute den von Balliol eingesetzten Sheriff, worauf John Gibson Rothesay Castle, die Burg der Insel, im Namen von Stewart besetzte. Wenig später setzte Stewart nach Bute über und stationierte eine Garnison in der Burg. Auch in Kyle und Annandale führten Unterstützer von David II. einen Kleinkrieg gegen die Unterstützer des englischen Königs. Als dann der Earl of Moray aus Frankreich nach Schottland zurückkehrte und den Schotten Unterstützung durch den französischen König in Aussicht stellte, kam es zu einem breiten Aufstand gegen die englische Vorherrschaft. Die Anhänger von David II. trafen sich in Dumbarton, und um den 22. Juli setzten der Moray, Stewart, Laurence of Abernethy sowie der gerade aus englischer Gefangenschaft ausgelöste William Douglas über den Clyde. In seiner angestammten Baronie Renfrew erhielt Stewart rasch Unterstützung, und auch das untere Clydesdale unterwarf sich den Unterstützern von David II. Godfrey Ross, der von Balliol eingesetzte Sheriff von Ayrshire, schloss sich nach einem Angriff auf ihn den Rebellen an. Kurz darauf war der Großteil von Carrick, Cunninghame und Kyle in den Händen der Rebellen. Trotz ihrer Jugend wurden Moray und Stewart wenig später als neue Guardians of Scotland anerkannt. Nur in Galloway trafen sie auf ernsthaften Widerstand, da Balliol dort seine angestammten Besitzungen und viele Anhänger hatte. Zwischen diesen und den Unterstützern der Rebellen kam es zu einem zerstörerischen Kleinkrieg. Nachdem die Rebellen bis auf Galloway die Kontrolle über den Südwesten Schottlands gewonnen hatten, wandten sie sich Südostschottland zu, das gerade von Balliol an England abgetreten worden war. Diese Abtretung war unter der Bevölkerung unpopulär, so dass die Rebellen mit Ausnahme der Burgen und befestigten Städte im Sommer 1334 rasch die Kontrolle über die Region gewinnen konnten. Die neu eingetroffenen englischen Beamten mussten nach Berwick flüchten.

### Unzureichende Unterstützung Balliols durch den englischen König
Der alarmierte Edward Balliol sandte Thomas Ugthred nach England, um Eduard III. um Hilfe zu bitten. Obwohl Nachrichten von der Rebellion spätestens am 3. August 1334 England erreichten, wurde das Ausmaß der Rebellion von der englischen Regierung völlig unterschätzt. Sie war überzeugt, dass Henry Percy und Ralph Neville die südschottischen Gebiete unter Kontrolle halten konnten, indem sie in den schottischen Grafschaften Aufgebote aufstellten. Erst am 20. August erkannte Eduard III., dass die lokalen Aufgebote nicht ausreichen würden, um die Rebellion niederzuschlagen. Dennoch wurde nur eine kleine Streitmacht nach Newcastle gesandt. Am 1. September sandte der König vier Kriegsschiffe nach Nordengland, dazu hoffte er, bis zum 6. Oktober ein Heer für einen neuen Feldzug nach Schottland aufbieten zu können.

### Erneute Flucht Balliols nach England
Angesichts der zögerlichen Reaktion des englischen Königs konnte Balliol nicht dessen rasche Unterstützung rechnen. Verschärft wurde seine Lage durch Streitigkeiten unter seinen wichtigsten Gefolgsleuten. Während es in weiten Teilen Schottlands bereits zu einer Revolte gegen die Herrschaft von Balliol kam, hatten sich die Enterbten bei einem Treffen am 24. August in Stirling um die Aufteilung des Erbes des in der Schlacht von Annan 1332 getöteten John Mowbray gestritten. Mowbray hatte drei Töchter hinterlassen, doch sein Bruder Alexander beanspruchte als nächster männlicher Verwandte das Erbe. Balliol war geneigt, diesem Anspruch zuzustimmen, während Henry Beaumont, David Strathbogie und Richard Talbot den Anspruch von Alexander Mowbray entschieden zurückwiesen. Der Streit war noch nicht entschieden, doch Beaumont, Strathbogie und Talbot verließen Stirling und wollten sich auf ihre Besitzungen zurückziehen. Strathbogie machte sich auf den Weg nach Lochindorb Castle in Moray, während Beaumont nach Dundarg Castle in Aberdeenshire zog, mit dessen Ausbau er begonnen hatte. Talbot war auf dem Weg in die Highlands, wo die ererbten Besitzungen seiner Frau lagen. Auf dem Weg dorthin bemerkte er die Anzeichen der umfassenden Rebellion gegen die englische Vorherrschaft, so dass er umkehrte und versuchte, nach England zu flüchten. Verlassen von seinen wichtigsten Unterstützern, wurde Balliol durch den Verrat des von ihm geförderten Alexander Mowbray gedemütigt, der sich der Kasse von Balliol bemächtigte und zusammen mit dem gerade aus englischer Gefangenschaft ausgelösten früheren Guardian Andrew Murray den Rebellen angeschlossen. Daraufhin wechselte auch Alexanders Bruder Geoffrey Mowbray, der gerade zum Sheriff von Roxburgh ernannt worden war, die Seiten, obwohl er durch seine Frau Isabella umfangreiche Besitzungen in England hatte. Verlassen von seinen Höflingen und Unterstützern konnte Balliol mit Mühe nach Berwick flüchten. Richard Talbot dagegen wurde mit seinem kleinen Gefolge auf der Flucht von William Keith, dem bisherigen Steward von Balliols Haushalt, und Godfrey Ross, dem abtrünnigen Sheriff von Ayr gestellt und nach kurzem Gefecht gefangen genommen. Durch die Nachricht von der Gefangennahme Talbots und der anderen Ereignisse wurde das englische Parlament alarmiert, dass seit dem 24. Juli in Westminster zusammengekommen war. Das Parlament bewilligte dem König daraufhin die Steuer eines Fünfzehnten für die Grafschaften und eines Zehnten für die Boroughs und für den Klerus, um einen neuen Feldzug nach Schottland zu finanzieren. Durch den Zusammenbruch der englischen Herrschaft in Südschottland war selbst Berwick in Gefahr, während Ralph Neville für die Verteidigung der Scottish Marches bis zum 11. November nur 60 men-at-arms und 60 berittene Bogenschützen zur Verfügung hatte. Erst danach, als der König Truppen nach Norden gesandt hatte, standen ihm 23 Ritter, 97 men-at-arms und 100 berittene Bogenschützen zur Verfügung. Dazu hatte der König die Beschlagnahmung von sieben Kriegsschiffen befohlen, um die in Schottland eingeschlossenen Strathbogie und Beaumont von See her zu versorgen. Vermutlich erreichten diese Schiffe die belagerten Unterstützer von Balliol nie. Beaumont wurde von Andrew Murray und Alexander Mowbray in Dundarg Castle belagert. Strathbogie dagegen wurde vom Earl of Moray bei Lochaber gestellt. Zahlenmäßig unterlegen und halb verhungert, wechselte Strathbogie angesichts der Alternative, hingerichtet zu werden, am 27. September die Seiten. Er schwor David II. die Treue, worauf Moray ihm weiter die Verwaltung von Nordschottland überließ. Abgesehen vom in Dundarg Castle belagerten Beaumont verteidigte als einziger schottischer Magnat der Earl of March die englische Herrschaft in Schottland.

## Der englische Winterfeldzug nach Roxburgh

### Vorbereitung des Feldzugs

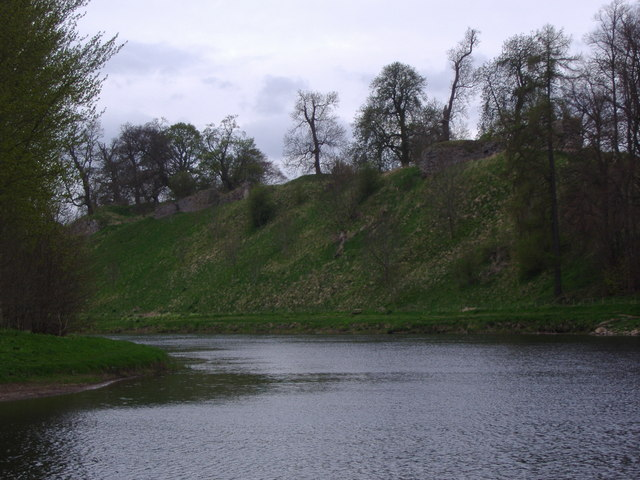
Die Reste des während des Zweiten Schottischen Unabhängigkeitskriegs häufig umkämpften Roxburgh Castle. Fotografie von 2006.

Nach der erfolgreichen schottischen Rebellion gegen die Herrschaft von Balliol plante der englische König Eduard III. einen neuen Feldzug, um Balliol wieder auf den schottischen Thron zu setzen und um seine schottischen Besitzungen zu sichern. Um den französischen König und den Grafen von Flandern daran zu hindern, zugunsten der Schotten einzugreifen, sandte Eduard III. am 24. Oktober 1334 den Erzbischof von Canterbury wieder nach Paris. Diesem folgte mit William Clinton wenig später ein weiterer Gesandter. Anfang Januar 1335 kehrten die Gesandten nach England zurück. Der englische König hatte zunächst für den 6. Oktober 1334 sein Heer nach Newcastle einberufen. Der Aufmarsch des Heeres verzögerte sich jedoch um fast einen Monat.

### Stärke des englischen Heeres
Am 2. November vereinbarten Eduard III. und Balliol, dass die englischen Soldaten in Schottland nach Belieben Gegenstände und Vieh plündern durften. Die Aussicht auf Beute lockte zahlreiche Verbrecher zur englischen Armee, denen für ihren Militärdienst Straffreiheit zugesagt wurde. Aus den Verbrechern wurden zwei Kompanien rekrutiert, die damit nur einen kleinen, aber ausgeprägten Teil der englischen Armee bildeten und bis zum 11. Februar 1335 im Dienst des Königs blieben. Daneben bestand die englische Armee aus den Rittern des königlichen Haushalts, aus Aufgeboten der englischen Grafschaften und aus in Wales rekrutierten Soldaten. Zu den Truppen des königlichen Haushalts zählten zwanzig Ritter sowie siebzehn weitere Ritter, die sich dem König anschlossen und teils weitere Soldaten als Gefolge mitbrachten. Dazu wurde für den Feldzug vor allem in Cheshire eine königliche Leibgarde von bis zu 213 berittenen Bogenschützen angeworben. Hinzu kamen weitere men-at-arms, Bogenschützen und Soldaten, so dass das königliche Gefolge kurz vor Weihnachten 1334 aus 1065 Mann bestand. Mit John of Eltham, Earl of Cornwall, Thomas de Beauchamp, 11. Earl of Warwick, Richard FitzAlan, 10. Earl of Arundel, John de Vere, 8. Earl of Oxford und Gilbert de Umfraville, Titularearl of Angus nahmen fünf Earls mit ihrem Gefolge an dem Feldzug teil. John de Warenne, 7. Earl of Surrey, nahm selbst nicht teil, schickte aber ein stattliches Kontingent von 40 men-at-arms und 40 berittenen Bogenschützen. Dazu nahmen Henry of Grosmont, Henry Percy, Ralph Neville und mindestens siebzehn weitere Magnaten an dem Feldzug teil. Ihr Gefolge bestand aus mindestens 838 men-at-arms und 771 berittenen Bogenschützen. Auch Edward Balliol nahm mit Gefolge an dem Feldzug teil, wobei ihn der englische König zwischen November 1334 und Februar 1335 mit Schenkungen von über £ 760 unterstützte. Während die Kontingente des Königs und der Magnaten Anfang November praktisch vollständig waren, verzögerte sich das Eintreffen der Aufgebote aus den englischen Grafschaften. Bis zum 14. November waren nur die Soldaten aus Yorkshire und aus dem Forest of Dean in Newcastle eingetroffen. Allerdings waren vermutlich die Aufgebote aus Cumberland und Westmorland nach Carlisle gezogen, wo sie zusammen mit den Truppen von Anthony Lucy, Robert Clifford und Ranulph Dacre eine weitere Armee bildeten. Die Aufgebote, die schließlich in Newcastle eintrafen, entsprachen zahlenmäßig bei weitem nicht den Erwartungen des Königs. Aus Yorkshire hatte der König 1050 leichte Reiter sowie 5310 Bogenschützen und Fußsoldaten erwartet. Tatsächlich erschienen nur 57 men-at-arms, 232 leichte Reiter und berittene Bogenschützen, 952 Fußsoldaten und ein 100 Mann starkes Aufgebot der Stadt York. Aus Wales führte Rhys ap Griffith über 450 Fußsoldaten nach Newcastle, dazu kamen drei weitere Kontingente aus Wales mit über 550 Fußsoldaten. Insgesamt konnte der König Newcastle am 14. November 1334 mit einer etwa 4000 Mann starken Armee verlassen, darunter etwa 1200 Ritter und men-at-arms, 1200 Fußsoldaten und 1500 berittenen Bogenschützen und leichten Reitern. Wahrscheinlich war die späte Jahreszeit die Hauptursache für die geringe Resonanz auf die Einberufungen in den Grafschaften, denn ein Winterfeldzug bedeutete für die Soldaten zusätzliche Härten und Entbehrungen. Erschwerend kam hinzu, dass der Winter von 1334 bis 1335 ungewöhnlich hart gewesen sein soll. Offenbar kam es im englischen Heer schon bald zu Desertationen, wie der König beklagte. Unterstützt wurde der Feldzug von drei englischen Kriegsschiffen und mehreren Freibeutern, die Jagd auf schottische Handelsschiffe machten. Um diese schwache Flotte zu vergrößern, ließ Eduard III. am 22. November 1334 neun Schiffe mit 363 Matrosen in den nordostenglischen Häfen requirieren. Von diesen Schiffen desertierten jedoch schon bald wieder sechs Schiffe, und nur drei der Schiffe blieben bis zum 4. Januar 1335 im Dienst der Krone.

### Wiederaufbau von Roxburgh Castle
Um den 22. November 1334 erreichte der König mit seinem Heer Roxburgh. Dort ließ er die von den Schotten geschleifte Burg wieder befestigen, wozu 200 Maurer, Zimmermänner und weitere Arbeiter das Heer begleitet hatten. Außer dem Wiederaufbau der Burg, die bis Februar 1335 wieder befestigt war, erreichte der Feldzug offenbar wenig. Möglicherweise verbrachte der König die Zeit von Ende November 1334 bis Februar 1335 in Roxburgh, von wo er die englischen Grafschaften drängte, ihm weitere Truppen zu schicken. Bis Mitte Dezember war die Stärke der Armee auf etwa 5000 Soldaten angestiegen. Dennoch unternahm der König von Roxburgh offenbar keine weiteren Vorstöße auf schottisches Gebiet. Dies führte dazu, dass sich Henry de Beaumont, der in Nordschottland in Dundarg Castle belagert wurde, am 23. Dezember ohne Hoffnung auf Entsatz ergab. Er durfte nach England abziehen, um das für ihn geforderte Lösegeld zu beschaffen.

### Weiterer Verlauf des Feldzugs
Während das englische Heer in Südschottland verharrte, kam es durch die Soldaten zu umfangreichen Plünderungen, Zerstörungen und Gewalttaten. Dabei machten die Engländer offenbar keinen Unterschied zwischen Schotten, deren Barone loyal zu Edward Balliol standen, und Schotten, deren Barone gegen Balliol rebellierten. Diese Verwüstungen führten wohl dazu, dass der Earl of March vor dem 1. Februar 1335 die Seiten wechselte. Edward Balliol selbst drängte vergeblich auf ein weiteres Vorrücken des englischen Heeres, doch Eduard III. schickte nur ein Teil seiner Truppen nach Carlisle, um die westlichen Scottish Marches gegen schottische Angriffe zu sichern. Auch die englischen Schiffe erreichten offenbar nichts, worauf der König die Requirierung weiterer Schiffe anordnete und am 2. Januar 1335 Roger Hegham zum Admiral der Westküste und John Norwich zum Admiral des Nordens ernannte. Zwar plante der König ab März 1335 eine Blockade mehrerer schottischer Häfen, doch am 2. Februar 1335 verließ der König Roxburgh und zog sich nach England zurück. Ab dem 12. Februar 1335 wurden die Kontingente des englischen Heeres entlassen. Mit der Verteidigung der östlichen Scottish Marches betraute der König seinen Bruder John of Eltham, der von den nordenglischen Baronen Henry Percy und Ralph Neville unterstützt wurde. Diesen standen allerdings nur etwa 200 men-at-arms, 24 berittene Bogenschützen und 24 walisische Fußsoldaten zur Verfügung. Am 17. bzw. am 19. März legten Percy und Neville ihre Ämter nieder. In Roxburgh ließ der König William Felton als Kommandant der Garnison aus etwa 60 men-at-arms und 80 leichten Reitern zurück. Über 40 Maurer und Arbeiter setzten den Ausbau der Burg bis zum 24. Januar 1336 fort.

### Folgen des Feldzugs und Verhandlungen in York

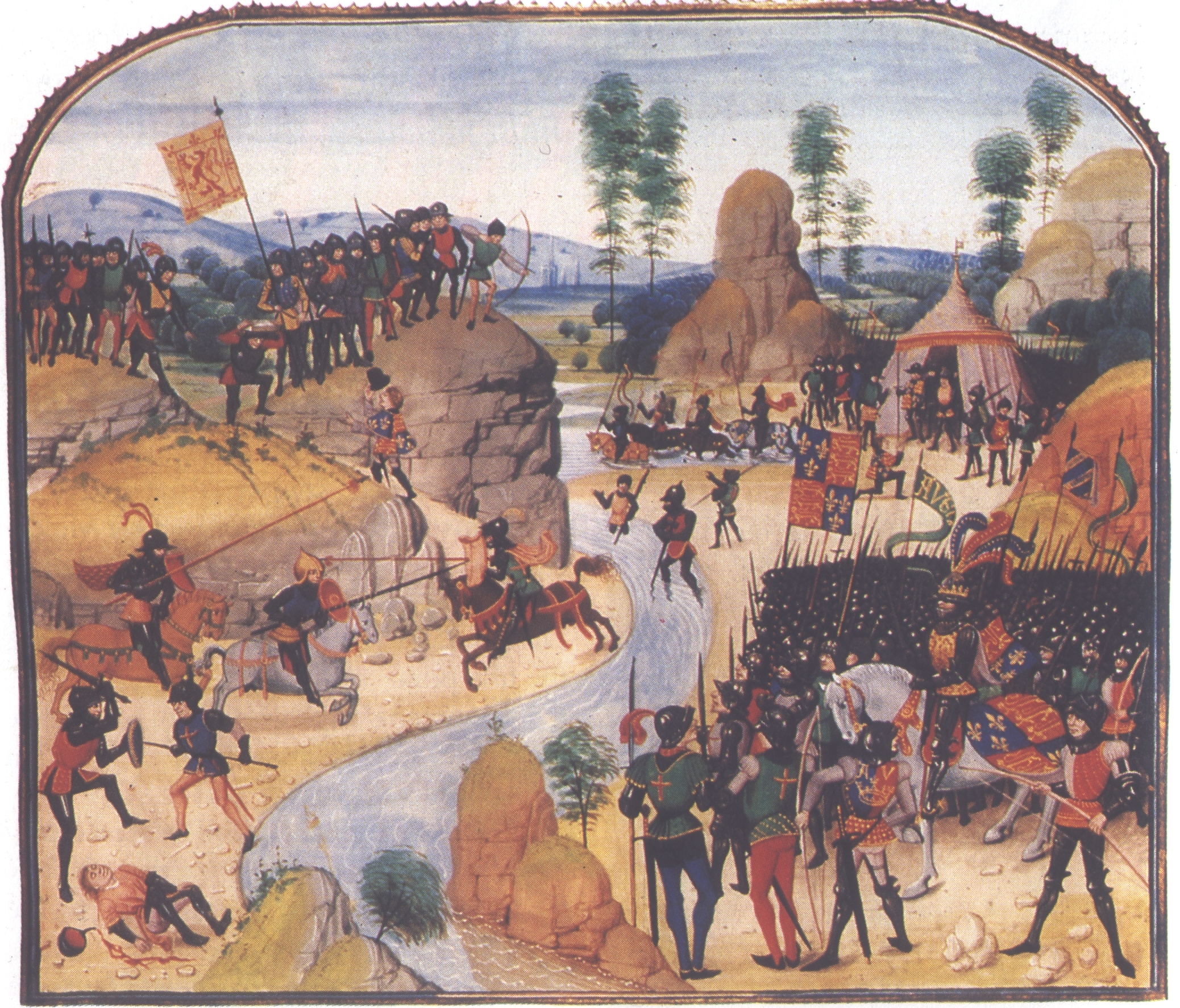
Der englische König Eduard III. fällt mit seinem Heer in Schottland ein. Buchmalerei aus dem 14. Jahrhundert.

Der Winterfeldzug nach Roxburgh hatte trotz großem Aufwand nur wenig bewirkt. Die Plünderungen und Zerstörungen der englischen Soldaten hatten die Schotten in ihrem Widerstandswillen bestärkt, dazu war der französische König Philipp VI. bereit, trotz der diplomatischen Bemühungen des englischen Königs sich stärker für Schottland einzusetzen. Anfang Januar 1335 erreichten Bischof Jean Hautfune von Avranches und Pierre de Tierlieu als Gesandte des französischen Königs England. Bis zum 22. Februar erreichten sie in Verhandlungen, dass Eduard III. das Recht des französischen Königs anerkannte, im Krieg mit Schottland zu intervenieren. Die Franzosen erhielten sogar das Recht, eine eigene Gesandtschaft nach Schottland zu senden. Dazu durfte sich eine bis zu 30 Köpfe zählende schottische Delegation in York mit der französischen Delegation treffen. Bis zum 22. März trafen Thomas Charteris und weitere schottische Gesandte in York ein. Der englische König weigerte sich, mit den Schotten direkt zu verhandeln, doch über die französischen Gesandten musste er ihnen Zugeständnisse machen. Am 4. April verkündeten die Franzosen, dass die Schotten bis Mittsommer 1335 einen Waffenstillstand einhalten würden. Daraufhin kündigte auch Eduard III. an, sich an einen Waffenstillstand zu halten. Die Bemühungen um einen Frieden wurden vor dem 26. Mai durch die Ankunft von zwei päpstlichen Gesandten, Jean de Flote und Thomas von Bologna gestärkt, die den englischen König drängten, einen Frieden zu schließen. Am 26. Mai sollte in York ein Parlament zusammenkommen, dabei sollten vier schottische Gesandte ihre Position darlegen können. Wahrscheinlich nahmen der Abt von Newbattle Abbey und der Prior von Holyrood als schottische Gesandte an dem Parlament teil.

## Der englische Feldzug von 1335

### Vorbereitungen für einen neuen englischen Feldzug
Der englische König hatte im April 1335 nicht uneigennützig dem Waffenstillstand zugestimmt, da er kaum Truppen zur Verteidigung Nordenglands gegen schottische Angriffe aufbieten konnte. Insgeheim nutzte er die Zeit, um einen Feldzug für den Sommer 1335 vorzubereiten. Dazu versuchten englische Schiffe trotz des Waffenstillstands den Schiffsverkehr nach Schottland zu stören. Anfang April hatte der König John Howard zum Admiral der ostenglischen Küste ernannt. Andererseits enterte nach der Verkündung des Waffenstillstands der schottische Freibeuter John de Sancta Agatha das englische Handelsschiff Litle Lechevard vor der Seinemündung. Die Besatzung wurde getötet, doch nach Beschwerden von englischen Kaufleuten beschlagnahmten französische Beamte die Ladung, als sie im Pays de Caux und in Rouen verkauft werden sollte.

### Stärke des englischen Heeres
Der englische König berief schließlich für den 23. Juni seine Armee nach Newcastle. Im Gegensatz zum letzten Feldzug im Winter von 1334 bis 1335 konnte der König für seinen Sommerfeldzug ohne Probleme ein großes Heer aufbieten. Der königliche Haushalt war während des neuen Feldzugs fast 1000 Mann stark, wovon 44 Ritter, fünf Standartenträger, 372 Knappen oder men-at-arms, 253 berittene Bogenschützen und 60 Bogenschützen zu Fuß waren. Dazu kamen Stallknechte, Boten und weitere Hilfskräfte. Acht Earls, zahlreiche weitere Magnaten sowie der Graf von Jülich nahmen mit ihrem Gefolge an dem Feldzug teil. Dazu kamen die Aufgebote der englischen Grafschaften und Truppen aus Wales. Das englische Heer war Schätzungen zufolge zwischen 13.000 und 15.000 Mann stark.

### Schottische Abwehrmaßnahmen
Gegen dieses überlegene englische Heer konnten die Schotten keinen geschlossenen Widerstand aufbieten. In weiten Teilen des Landes herrschte Anarchie. In Erwartung eines erneuten englischen Feldzugs hatten sich die schottischen Barone im April 1335 in Dairsie zu einer Versammlung getroffen, die als Parlament gelten konnte. Daran hatten der Guardian, der Earl of Moray, Robert the Stewart sowie mehrere Adlige teilgenommen, die allerdings in zwei Lager gespalten waren: zum einen der Earl of March, Andrew Murray, Alexander Mowbray und William Douglas, auf der anderen Seite David of Strathbogie. Strathbogie hatte einen Groll auf Murray, der ihn im vergangenen Herbst zur Unterwerfung und zum Wechsel auf die schottische Seite gezwungen hatte. Während der Versammlung kam es zum Streit zwischen Strathbogie und dem anderen Lager. Dabei gelang es Strathbogie, den jungen Stewart auf seine Seite zu ziehen, während er die anderen Barone mit seinem überheblichen Verhalten befremdete. Da die Schotten sich bewusst waren, dass sie der englischen Armee in offener Schlacht nichts entgegenzusetzen hatten, beschlossen sie, den vorrückenden Engländern wieder nur verbrannte Erde zu hinterlassen. Die Bewohner der Lowlands forderten sie auf, mit ihrem Vieh und Hab und Gut zu flüchten.

### Englischer Vormarsch bis nach Glasgow
Im Juni traf Eduard III. mit Edward Balliol und seinen Magnaten in Newcastle zusammen. Während eines Kriegsrats beschlossen sie, das englische Heer in zwei Armeen aufzuteilen, die getrennt in Schottland einfallen sollten. Balliol sollte zusammen mit den Earls of Warenne, Arundel, Oxford, Angus sowie Henry Percy, Ralph Neville, Thomas Berkeley und William Latimer über Berwick nach Schottland vorstoßen. Der König selbst wollte zusammen mit den Earls of Cornwall, Warwick, Hereford, dem Grafen von Jülich und Henry of Grosmont über Carlisle nach Schottland ziehen. Vermutlich war bereits von Beginn an geplant, dass sich die beiden Armeen bei Glasgow treffen sollten. Während Balliol entlang der schottischen Ostküste vorstieß, ohne auf Widerstand zu treffen, zog Eduard III. durch Südwestschottland. Beim Übergang über den Annan entrollte der König seine Standarte und schlug zahlreiche junge Adlige zu Rittern. Anschließend besetzte die Armee des Königs Carrick, Cunninghame und Kyle. Beide englische Armeen plünderten die Dörfer der Region, brannten die Häuser nieder und richteten schwere Zerstörungen an, wobei auch Kirchen und Klöster wie Newbattle Abbey nicht geschont wurden. Zahlreiche Schotten flüchteten in das englisch besetzte Berwick. Vor dem 23. Juli 1335 erreichte die von Balliol geführte Armee Cumbernauld Castle, dessen Besatzung Widerstand leistete. Die Burg war im Besitz von David Strathbogie und wurde von Sir David Mareschal und angeblich 200 Mann verteidigt. Die Belagerer konnten jedoch den Hauptturm der Burg in Brand schießen, worauf sich Mareschal ergab. Er geriet zusammen mit seiner Frau, der Frau von Sir Philip Mowbray und der Witwe von Archibald Douglas in Gefangenschaft. Die übrige Besatzung ließ Balliol mit Ausnahme eines weiteren Kommandanten hinrichten. Anschließend marschierte die Armee weiter Richtung Glasgow. Dort traf er auf die Armee von Eduard III.

### Weiterer Vormarsch bis nach Perth
Angesichts des schwachen schottischen Widerstands beschlossen Eduard III. und Balliol, weiter bis nach Perth vorzustoßen. Sie entschieden sich, den Forth nicht bei Stirling, sondern weiter flussabwärts bei Airth zu überqueren. Bis zu diesem Ort konnten englische Schiffe den Fluss hinauffahren, die die Armee an das nördliche Flussufer übersetzten. Weitere englische Schiffe versorgten die englische Armee von Berwick aus mit Lebensmitteln. Dabei plünderte ein englisches Schiff die Abtei auf der Insel Inchcolm im Firth of Forth, ein weiteres englisches Schiff strandete an den The Wolves genannten Felsen. Weitere Schiffe stießen weiter nach Norden vor und plünderten Dundee. Doch der König erwartete durch seine Flotte eine noch eine stärkere Unterstützung. John Cobham, der Admiral der westlichen Flotte, wurde am 16. August streng verwarnt und keine zwei Wochen später durch Peter Barde ersetzt. Der König befürchtete allerdings auch, dass französische Schiffe das nahezu unverteidigte Südengland angreifen könnten. Er beauftragte zahlreiche Barone, die in England geblieben waren, mit der Küstenverteidigung, ehe Mitte Oktober aufgrund des nahenden Winters ein französischer Angriff unwahrscheinlich wurde.

### Schottischer Widerstand und Gefecht bei Boroughmuir
Obwohl die englischen Armeen weite Teile Südschottlands besetzt hatten, waren die Gebiete nicht befriedet. Während David Strathbogie den schottischen Widerstand in den Highlands führte, organisierte der Earl of Moray in den Lowlands einen Kleinkrieg gegen die Engländer. Schottische Kundschafter überquerten die englische Grenze und überfielen Nachschubtransporte der englischen Armeen. Der niederländische Graf Guido II. von Namur, ein Verwandter der englischen Königin, wollte sich mit einem Kontingent den englischen Truppen anschließen. Er folgte dem englischen Heer Richtung Stirling, doch im Juli 1335 wurde er in einem Gefecht bei Boroughmuir von schottischen Truppen unter March, Moray und anderen in die Flucht geschlagen. Er flüchtete in die Ruine von Edinburgh Castle, wo er sich am nächsten Tag ergeben musste. Gegen die Zusicherung, ein Lösegeld zu zahlen, wurde er freigelassen und kehrte schließlich in die Niederlande zurück. Allerdings geriet der Earl of Moray, der den Grafen von Namur zur englischen Grenze geleitet hatte, auf dem Rückweg in einen Hinterhalt und wurde gefangen genommen. Erst 1340 kam er wieder aus der englischen Gefangenschaft frei.

### Aufgabe mehrerer schottischer Magnaten
Nachdem Eduard III. Perth erreicht hatte, blieb er mehrere Wochen lang in der Stadt, während die englischen Soldaten die Umgebung plünderten. Die Schotten wagten es nicht, die überlegene englische Armee zu einer offenen Schlacht herauszufordern. Der englische König hoffte offenbar, dass die Schotten angesichts seiner militärischen Überlegenheit erkennen würden, dass weiterer Widerstand zwecklos sei. Tatsächlich übergab der Earl of Fife am 7. August ohne Gegenwehr Cupar Castle. John of Islay, das Oberhaupt des Clan Donald, verhandelte mit den Engländern über seine Unterwerfung. Am 7. August kamen zwei Dominikaner als Boten von David Strathbogie nach Perth. Der König bot Strathbogie Begnadigung an, falls er erneut die Seiten wechselte. Daraufhin schickte Strathbogie Alexander und Geoffrey Mowbray, Godfrey Ross, Eustace Lorraine und William Bullock nach Perth, die in seinem Namen die Bedingungen für seinen Seitenwechsel aushandelten. Am 18. August 1335 begnadigte der König Strathbogie und seine Gefolgsleute, die daraufhin wieder auf die Seite des englischen Königs wechselten. Eduard III. war nun überzeugt, dass sich nun auch die verbliebenen schottischen Magnaten unterwerfen würden. Als französische Gesandte in Perth eintrafen und sich zugunsten der Schotten einsetzten, wies der englische König am 22. August ihr Vermittlungsangebot zurück. Nach seiner Auffassung hatte er bereits selbst einen Frieden erreicht.

### Englische Vorstöße nach Westschottland und Rückzug
Ab dem 23. August setzte eine irische Armee, die vom irischen Justiciar John Darcy, dem Earl of Desmond, dem Earl of Ormonde und Walter Bermingham kommandiert wurde, zur Unterstützung von Eduard III. nach Schottland über. Die etwa 1500 Mann starke Armee besetzte die Isle of Bute und belagerte wahrscheinlich Rothesay Castle. Vermutlich konnte die irische Armee die Burg aber nicht erobern. Bereits ab dem 15. September brachen die ersten irischen Einheiten wieder zurück nach Irland auf. Darcy und Walter Bermingham verließen mit ihren Truppen schließlich am 15. Oktober Bute und kehrten ebenfalls nach Irland zurück. Wahrscheinlich in dem Versuch, Kontakt mit den irischen Truppen aufzunehmen, brach Edward Balliol von Perth nach Westen auf. Zu seiner Armee, die etwa 800 Mann stark gewesen sein soll, gehörten der Earl of Warwick, der Earl of Angus, Henry de Beaumont, Henry of Grosmont, Ralph Neville, Robert Ufford, William Clinton, John Norwich und William Latimer. Im Oktober 1335 kehrte Balliol von seinem Vorstoß nach Perth zurück.
Bereits ab Ende August hatten die Aufgebote der englischen Grafschaften mit dem Rückmarsch aus Perth begonnen. Auch viele Magnaten brachen wieder auf, da ihre vierteljährliche Dienstzeit, die sie nach dem Feudalrecht dem König schuldeten, ablief. Wahrscheinlich Anfang September verließ auch der König Perth und zog sich nach Süden zurück. Am 7. September war er in der Nähe von Edinburgh. Angesichts der Gefangennahme des Grafen von Namur beschloss er, Edinburgh Castle wiederaufbauen zu lassen. Er belegte die umgebenden Regionen mit Strafzahlungen und ernannte Thomas Roscelyn zum Kommandanten von Edinburgh, der mit einer etwa 100 Mann starken Garnison den Wiederaufbau der Burg überwachen sollte. In Edinburgh unterwarf sich Robert Stewart mit einer Reihe von Gefolgsleuten wie Adam Prendergast dem König. Am 30. September erreichte der König wieder Berwick. Nach der Unterwerfung des Stewart war sich Eduard III. nun vollends sicher, dass sich die verbliebenen Rebellen rasch ergeben würden.

### Neuaufbau der englischen Verwaltung
In Berwick entließ Eduard III. sein verbliebenes Heer und übergab am 10. Oktober die Verwaltung der Forests of Selkirk und Ettrick sowie Peebles an William Montagu. William Percy war bereits Herr von Jedburgh und Edward de Bohun Herr von Lochmaben. Damit bildeten die Herrschaften dieser drei Magnaten neue Scottish Marches, während die Krone die Kontrolle über Berwick, Roxburgh und Edinburgh behielt. Von ihren Zentren in den Burgen von Roxburgh, Caerlaverock, Berwick und Edinburgh begannen die englischen Sheriffs mit der Verwaltung der zurückgewonnenen Gebiete in Südschottland. Dies waren Eustace Maxwell als Sheriff von Dumfries, William Felton als Sheriff von Roxburgh, Robert Tugdale als Sheriff von Berwick und John Stirling als Sheriff von Edinburgh. Die Engländer waren zunächst zuversichtlich, dass sie die Kontrolle über die Region behalten konnten, doch die Erträge, die sie aus ihren schottischen Gebieten erhielten, wurden fast durchgängig nur durch Beschlagnahmungen erzielt. Weite Gebiete in Südschottland lagen brach und waren verlassen. Weite Teile von Südschottland waren verwüstet und verlassen, wobei die Region weiterhin nicht befriedet war.

### Fortführung des schottischen Widerstands
Obwohl Schottland nun scheinbar weitgehend unterworfen war, war der Widerstand der Anhänger von David II. noch nicht vollständig erloschen. Ende September 1335 wurde Andrew Murray in Dumbarton erneut zum Guardian of Scotland ernannt, unterstützt wurde er vom Earl of March und vom Earl of Ross, William Douglas, Maurice Moray und William Keith. Diese verbliebenen Rebellen waren jedoch teils untereinander zerstritten, weshalb ihr Widerstand nicht organisiert erfolgte. Im von Balliol beherrschten nördlichen Teil Schottlands stimmte dieser auf Druck des französischen Königs und des Papstes am 18. August in Perth einem bis Ende September befristeten Waffenstillstand zu. Dieser wurde aufgrund von Verhandlungen mit Murray schrittweise bis Weihnachten verlängert. Der neue französische Gesandte war Bischof Hugues Aimery von Saint-Paul-Trois-Châteaux. Balliol ernannte im Oktober 1335 David Strathbogie zum Guardian von Scotland nördlich des Forth, während er sich selbst für den Winter nach Holy Island vor der Küste von Northumberland zurückziehen wollte. Strathbogie prahlte nun, dass er die verbliebenen Rebellen zwingen würde, sich Balliol und dem schottischen König zu unterwerfen. Rücksichtslos begann er mit der Besetzung von Nordschottland, dazu belagerte er Kildrummy Castle, das von Christian Bruce, der Frau von Andrew Murray mit Hilfe einer starken Garnison verteidigt wurde.

### Die Schlacht von Culblean
Als Andrew Murray während seiner Verhandlungen mit dem englischen Gesandten William Montagu erfuhr, dass seine Frau in Nordschottland von Strathbogie belagert wurde, warf er ihm einen Bruch des Waffenstillstands vor. Dies war allerdings umstritten, denn nach englischer Ansicht galt der Waffenstillstand nur für das England zugeschlagene Südschottland. Letztlich erlaubte Montagu im November 1335 Murray, die Verhandlungen zu unterbrechen, um einen Feldzug zum Entsatz von Kildrummy Castle zu führen. Offenbar glaubte Montagu, damit kein Risiko einzugehen. Im Gegenteil, er hoffe wahrscheinlich, dass Murray die Kräfte der Rebellen zum Entsatz sammeln würde. Diese letzte schottische Armee würde dann von Strathbogie in offener Feldschlacht geschlagen werden, womit der schottische Widerstand dann endgültig zerschlagen wäre. Tatsächlich kamen der Earl of March, William Douglas und andere schottische Barone Murray zu Hilfe. Nachdem Strathbogie vom Anmarsch Murrays erfahren hatte, hob er die Belagerung auf und erwartete die Schotten in strategisch günstiger Position im Wald von Culblean nördlich des Dee. Sein Heer wurde aber geschlagen, er selbst fiel in der Schlacht. Hätten die Schotten dagegen die Schlacht verloren, dann wäre der schottische Unabhängigkeitskampf vermutlich zusammengebrochen, da Murray offenbar bereit gewesen war, sich dem englischen König zu unterwerfen. So wurde der schottische Sieg jedoch zum Wendepunkt des Unabhängigkeitskrieges. Der Krieg war in der Folge nicht mehr nur ein Krieg zwischen rivalisierenden Magnaten, sondern wurde zum Unabhängigkeitskrieg der Schotten gegen die englische Vorherrschaft.

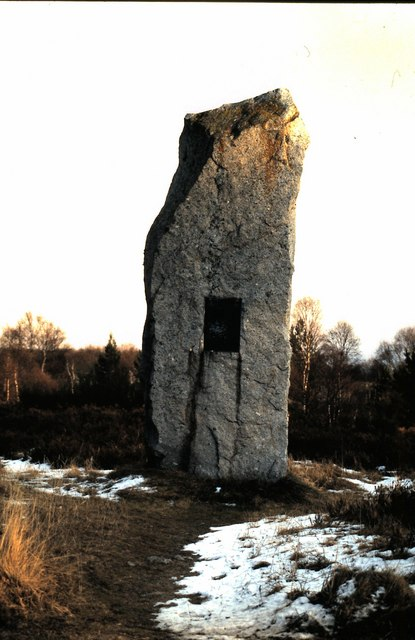
Gedenkstein an die Schlacht von Culblean

## Abflauen der Kämpfe in Schottland und Beginn des Hundertjährigen Kriegs mit Frankreich

### Neue Kämpfe in Schottland und englischer Feldzug von 1336
Die Niederlage von Culblean machte die Erfolge des englischen Feldzugs in Nordschottland zunichte. Andrew Murray konnte mit seinen Anhängern bis Fife vorstoßen und Perth niederbrennen. In Dunfermline hielt er eine Ratsversammlung ab, die ihn als Guardian bestätigte. Dennoch glaubten die Schotten noch nicht an einen vollständigen Sieg. Während des Winters wurde wieder ein Waffenstillstand vereinbart, während dem weitere Verhandlungen geführt werden sollten. Offenbar waren die meisten schottischen Magnaten bereit, Balliol als König zu akzeptieren. Zum Erben des kinderlosen Balliol sollte aber David II. bestimmt werden. Diesen Vorschlag verwarf David II. aber, vom französischen König ermutigt, im März 1336. Eduard III. verlängerte dennoch den Waffenstillstand bis Mai 1336 und empfing Gesandte von David II. während seines Parlaments in Westminster. Dann aber sah er sich zu neuen Feldzügen nach Schottland gezwungen, da die Friedensgespräche gescheitert waren. Im Mai stieß Balliol bis nach Perth vor, und der englische König selbst begann am 12. Juli 1336 mit einer kleinen Streitmacht einen kühnen, ritterlichen Vorstoß nach Nordschottland, um Katherine Beaumont, die Witwe von Strathbogie zu retten. Diese hielt Lochindorb Castle, das von Andrew Murray belagert wurde. Am 15. Juli machte der König mit seinen Männern einen Gewaltritt, um Murray zu überraschen und gefangen zu nehmen. Murray konnte den überlegenen englischen Truppen knapp entkommen. Eduard III. konnte wenigstens Strathbogies Witwe retten und Lochindorb Castle zerstören. Auf dem Rückweg brannte er Forres und Kinloss nieder und plünderte die Umgebung. Dann zog er nach Südosten nach Elgin, wo die Stadt bis auf die Kathedrale zerstört wurde. Dies geschah aus Rache für eine Niederlage bei Aberdeen, wo Thomas Roscelyn getötet worden war. Dann zog Eduard III. weiter nach Aberdeen, das völlig zerstört wurde. Trotz dieser Erfolge war der Feldzug ein Fehlschlag, denn Eduard III. musste einsehen, dass Murray die Taktik von Robert I. wiederholte und offenen Feldschlachten auswich. Die Engländer mussten versuchen, Schottland durch ein Netz von Burgen und Garnisonen zu unterwerfen, wie sie es bereits durch den Wiederaufbau von Jedburgh, Lochmaben, Roxburgh und Caerlaverock Castle erfolgreich in den Scottish Borders erreicht hatten. Im Sommer 1336 erfolgte der Wiederaufbau von Dunnottar, Lauriston und Kinneff Castle, während in St Andrews und Leuchars neue Befestigungen errichtet wurden. Auch Perth wurde wieder mit Mauern und Türmen befestigt. Als Eduard III. sich nach Süden zurückzog und Stirling erreichte, gab er den Befehl, auch dort einen neuen Peel zu errichten, ebenso in Bothwell. In England machte er nur einen kurzen Besuch, um ein Parlament abzuhalten. Dann kehrte er nach Bothwell zurück, wo er bis Weihnachten 1336 blieb. Von dort ließ er den Wiederaufbau der Burgen und Befestigungen überwachen.

### Eroberung von englischen Burgen durch die Schotten im Winter von 1336 bis 1337
Ab Oktober 1336 griffen die Schotten unter Murray die englisch besetzten Burgen an, wobei sie erfolgreich eine Boustour genannte Belagerungsmaschine einsetzten. Die isolierten Besatzungen der Burgen waren gegen die entschlossen durchgeführten Angriffe machtlos, so dass Dunnottar, Kinneff, Lauriston und Kinclaven von den Schotten erobert wurden. Jede eroberte Burg wurde zerstört. Eduard III. konnte den schottischen Angriffen nichts entgegensetzen. Im Dezember 1336 verließ er Bothwell und zog sich nach Newcastle zurück. Murray ließ die Angriffe auch im Winter von 1336 bis 1337 fortsetzen. Ein Angriff auf Perth scheiterte zwar, doch Murrays Heer erhielt stetig weiteren Zuwachs. Im Februar 1337 operierte Murray zusammen mit den Earls of Fife und March sowie mit William Douglas in Fife. Nur das von William Bullock, dem Chamberlain von Edward Balliol verteidigte Cupar Castle hielt den Angriffen stand. St Andrews Castle wurde nach dreiwöchiger Belagerung erobert, und auch Leuchars und Falkland Castle wurden erobert. Im März 1337 begann Murray mit der Belagerung von Bothwell. Mit Hilfe von Boustour konnte auch diese Burg erobert werden. Im Sommer 1337 setzte Murray seine Taktik erfolgreich fort, indem er einer offenen Schlacht auswich, die Angriffe auf kleine englische Burgen und Garnisonen konzentrierte und längere Belagerungen vermied. Allerdings ließen sowohl Murray wie auch die Engländer weite Gebiete in Lothian plündern und verwüsten. Im folgenden Winter von 1337 bis 1338 litt die Region unter eine Hungersnot, die unter der Bevölkerung zahlreiche Opfer forderte.

### Verlagerung des englischen Schwerpunkts auf den Konflikt mit Frankreich
Ab 1337 wandte sich Eduard III. dem Konflikt mit Frankreich zu. Durch den Krieg mit Schottland konnte er kaum militärischen Ruhm und auch keine reiche Beute mehr gewinnen. Dem standen erhebliche Kosten gegenüber, alleine die Kosten des Feldzugs von 1336 betrugen über £ 16.000. Im März 1337 ernannte der König den Earl of Warwick zum Kommandanten der englischen Truppen in Schottland, der im Sommer 1337 aber nie mehr als etwa 3500 Soldaten unter seinem Kommando hatte. Diese Zahl war von Mitte Juni bis Mitte August sogar noch wesentlich geringer, da die Aufgebote aus den Grafschaften entlassen waren. Andrew Murray nutzte diese Schwäche der englischen Truppen und begann am 7. August einen Raubzug nach Cumberland. Ende September plünderte er Northumberland. Als Warwick Mitte Oktober 1337 nur über etwa 300 men-at-arms verfügte, schlossen die Schotten Carlisle ein. Sie brannten ein nahe gelegenes Gut von Bischof John Kirkby von Carlisle nieder, der im Sommer Warwick bei seinen Feldzügen begleitet hatte. Dennoch blieb weiterhin ein Großteil Schottlands von englischen Truppen besetzt. Im Oktober und November 1337 scheiterte ein Versuch von Murray, Edinburgh Castle einzunehmen. William Douglas zeichnete sich bei einem Gefecht in Crichton aus, doch das Gefecht endete unentschieden. Der erfolglose Warwick wurde vom Earl of Arundel und vom zum Earl of Salisbury erhobenen Montagu abgelöst, die gemeinsam das Kommando über die englischen Truppen übernahmen. Während Warwicks Feldzüge offenbar planlos geführt worden waren, verfolgten Arundel und Salisbury ein klares Ziel. Mit ihren zahlenmäßig geringen Truppen begannen sie am 13. Januar 1338 mit der Belagerung von Dunbar Castle. Die Burg war 1333 mit finanzieller Unterstützung durch Eduard III. neu erbaut worden, doch inzwischen wieder in schottischer Hand. Eine Eroberung der Burg, die die englische Herrschaft in Südschottland gefährdete, wäre für die Engländer ein sichtbarer Erfolg gewesen. Für die Belagerung wurden Belagerungsmaschinen aus Berwick und aus dem Tower of London herangebracht. Die Belagerungstruppen wurden durch Mineure und Belagerungsingenieure wie John Crab unterstützt. Zwei mit Armbrustschützen besetzte, aus Genua angeheuerte Galeeren sollten die Burg von der Seeseite blockieren. Der Earl of March, der Herr von Dunbar, war nicht in der Burg, stattdessen leitete seine Frau Agnes Randolph die Verteidigung. Als Eduard III. von der entschlossenen Verteidigung durch die Frau des Earl of March erfuhr, reiste er für einen kurzen Besuch nach Dunbar und ließ sich in Whitekirk von Montagu und anderen Magnaten selbst über den Verlauf der Belagerung unterrichten. Anschließend kehrte er nach England zurück und brach am 16. Juli 1338 zu seinem Feldzug gegen Frankreich auf. Trotz der aufwändigen Belagerung, für die die Engländer fast £ 6000 ausgegeben hatten, konnten die Engländer Dunbar Castle nicht erobern. Schließlich wurde ein bis Michaelis 1339 befristeter Waffenstillstand mit den Schotten vereinbart.
Zusammen mit Eduard III. verließen auch viele englische Magnaten, aber auch Enterbte wie Henry de Beaumont England. Damit nahm der militärische Druck auf die Schotten deutlich ab. Allerdings war Murray während der Belagerung von Edinburgh Ende November 1337 erkrankt. Er zog sich auf seine Güter in Nordschottland zurück, wo er im Frühjahr 1338 starb. Zum neuen Guardian wurde der junge Robert Stewart gewählt, unter dessen Führung die Angriffe auf die englischen Besatzungstruppen abflauten. Der erfahrene Militär William Douglas, der wohl aufgrund seines nur geringen Grundbesitzes nicht zum Guardian gewählt worden war, reiste daraufhin in die Normandie zu David II. Tatsächlich überfielen am 5. Oktober 1338 französische Schiffe Southampton, und 1339 wurden weitere Häfen in Südengland überfallen. Angeblich soll David II. diese Überfälle mitfinanziert haben. Als gesichert gilt die finanzielle Unterstützung des schottischen Königs, als fünf französische Galeeren die Mündung des Tay und damit den Zugang zum noch von einer englischen Garnison gehaltenen Perth blockierten. Durch Bestechung erreichte Douglas auch, dass William Bullock, der Kommandant von Cupar Castle, die Seiten wechselte und die Burg den Schotten übergab. Er schloss sich den Belagerern von Perth an, das seit Frühjahr 1339 unter Führung des Earl of March und von Robert Stewart belagert wurde. Die Besatzung von Perth ergab sich am 17. August 1339, wenige Tage bevor eine von Edward Balliol aufgestellte Entsatzarmee die Stadt erreichte. Die schottische Belagerung von Stirling Castle blieb dagegen erfolglos. Einen weiteren Rückschlag erlitten die Schotten, als sich Eduard III. in den Niederlanden mit den von Jacob van Artevelde geführten Bürgern der Handelsstädte verbündete. Diese rebellierten zunächst erfolgreich gegen ihren Grafen Ludwig von Flandern, worauf Flandern auf die englische Seiten wechselte. Damit verlor Schottland nicht nur einen Verbündeten zur See, sondern auch einen wichtigen Handelspartner. Doch auch die Engländer erlitten in Frankreich Rückschläge. Der Earl of Salisbury und der Earl of Suffolk gerieten bei einem Gefecht bei Lille in französische Gefangenschaft. Der französische König ließ sie gegen den seit 1335 in englischer Gefangenschaft befindlichen schottischen Earl of Moray austauschen, der vor Herbst 1340 nach Schottland zurückkehrte.

### Rückkehr von David II. nach Schottland
Schon bald wurde der Earl of Moray zum Führer von schottischen Angriffen auf Annandale, das noch im Besitz von Edward de Bohun, einem Bruder des Earl of Hereford war. Am 16. April 1341 eroberten William Douglas und William Bullock durch eine Kriegslist Edinburgh Castle. Danach konzentrierten sich die Schotten auf die verbliebenen englischen Burgen in der Grenzregion zu England. Dabei diente Moray als Warden of the West Marches, William Douglas als Warden der Middle Marches und der erfahrene Militär Alexander Ramsay als Warden of the East Marches. Da Schottland nun weitgehend befreit war, forderten die schottischen Magnaten ihren jungen König auf, aus Frankreich nach Schottland zurückzukehren. David II. und seine Frau Johanna brachen daraufhin heimlich nach Schottland auf und landeten unter großem Jubel am 2. Juni 1341 in Inverbervie. Der König übernahm nun selbst die Herrschaft, womit die Amtszeit des Stewarts als Guardian endete. Der König belohnte nach seiner Rückkehr mehrere seiner Unterstützer: Malcolm Fleming, der in Frankreich als sein Berater und Lehrer gedient hatte, wurde zum Earl of Wigtown ernannt. William Douglas wurde am 18. Juli 1341 zum Earl of Atholl ernannt, und sein Verbündeter William Bullock wurde zum Chamberlain ernannt. Dann wollte der junge König beweisen, dass er erfolgreich den Krieg fortführen konnte. Im Juli 1341 nahm er die Kapitulation der Besatzung des seit 1339 belagerten Stirling Castle entgegen.
Der von seinem Feldzug nach Flandern nach England zurückgekehrte Eduard III. verbrachte Weihnachten 1341 in Melrose Abbey. Von dort führte er einen zerstörerischen Raubzug in den Forest of Ettrick, ehe er nach England zurückkehrte. Das Kommando über die Scottish Marches erhielt nun Henry of Grosmont. Dieser entließ am 2. Februar 1342 einen Großteil seiner Truppen, worauf David II. einen Raubzug nach Northumberland bis an den Tyne führte. Dann konnte Alexander Ramsay durch einen Überraschungsangriff am Morgen des 30. März 1342 Roxburgh Castle erobern. Das gestiegene schottische Selbstbewusstsein zeigte sich darin, dass David II. Roxburgh und andere eroberte Burgen nicht mehr zerstören ließ. Gefährdet wurden die schottischen Erfolge aber durch eine Fehde zwischen William Douglas und Alexander Ramsay. Douglas hatte sein Earldom Atholl dem Stewart überlassen und dafür von diesem die südschottische Baronie Liddesdale erhalten. Er enterbte damit seinen Patensohn William, den Sohn von Archibald Douglas. Alexander Ramsay war zum Sheriff von Teviotdale ernannt worden. Auf dieses Amt erhob Douglas aber ebenfalls Ansprüche. Am 20. Juni 1342 überfiel er Ramsay, als dieser in der Kirche von Hawick Gericht hielt, und verschleppte ihn nach Hermitage Castle. Dort ließ er ihn ermorden. David II. musste diesen Übergriff billigen, rächte sich aber, indem er Bullock, den mit Douglas verbündeten Chamberlain, absetzen, einkerkern und verhungern ließ. In Schottland kam es zwischen Douglas und seinen Gegnern zu weiteren Fehden, die David II. erst während eines Parlaments in Scone 1344 beenden konnte. Den Frieden unter seinen Magnaten konnte er aber nur oberflächlich wieder herstellen. Mit England war unterdessen ein brüchiger Waffenstillstand geschlossen worden.

## Fortführung des Kriegs und Gefangenschaft von David II.

### Wiederaufnahme der Kämpfe ab 1345

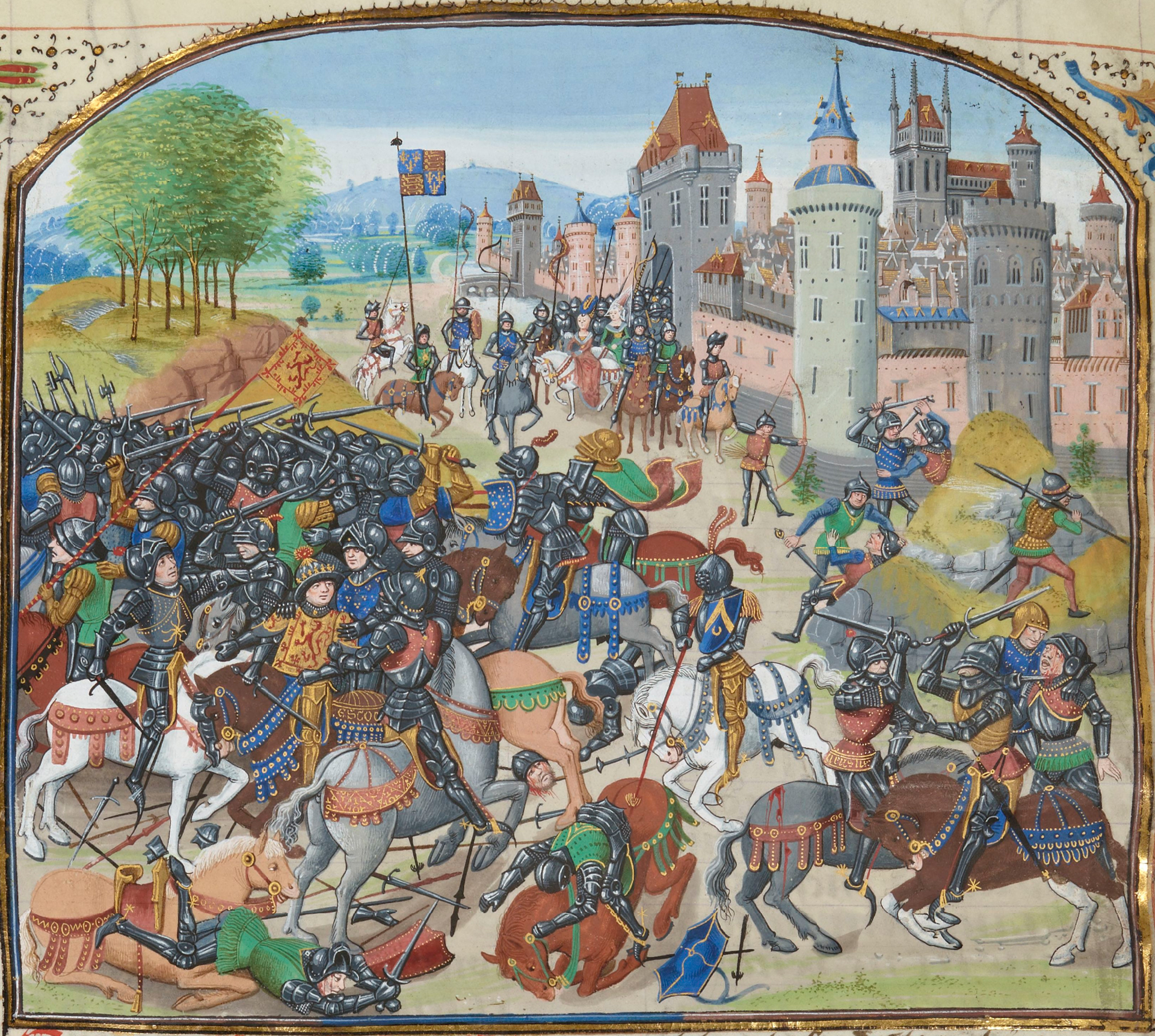
Die Schlacht von Neville’s Cross. Darstellung in einer Buchmalerei aus dem 15. Jahrhundert.

Nachdem Friedensverhandlungen zwischen England und Frankreich im Herbst 1344 gescheitert waren, kam es im Frühjahr 1345 wieder zu neuen Kämpfen in den Scottish Marches. Eine englische Flotte brach von Cumberland auf, eroberte in einem Überraschungsangriff den Peel von Hestan und nahm Sir Dougal MacDowell, der zuvor die Seiten gewechselt hatte, gefangen. MacDowell wurde in den Tower of London gebracht. Im Juli 1346 überfiel eine schottische Streitmacht Cumberland und Westmorland. Die Führung hatte der Earl of Moray inne, doch auch David II. nahm an dem Raubzug teil, ohne das Kommando zu führen.

### Gefangennahme von David II. bei Neville’s Cross
Der englische König hatte sich bereits wieder dem Krieg mit Frankreich zugewandt und war am 12. Juli mit seinem Heer in die Normandie aufgebrochen. Am 26. August 1346 besiegte das englische Heer das französische Heer in der Schlacht bei Crécy. Anschließend belagerten die Engländer Calais. David II. entschloss sich nun, den in Bedrängnis befindlichen französischen Verbündeten zu unterstützen, indem er einen Entlastungsangriff nach England führte. Da sich der englische König mit einem großen Heer in Frankreich befand, hoffte er, auf wenig Widerstand zu treffen. Sicher erhoffte er auch, durch einen siegreichen Einfall in England seine Stellung als schottischer König zu festigen. Am 6. Oktober 1346 musterte David II. das von ihm aufgebotene Heer in Perth. Mit Ausnahme von Malise, Earl of Caithness und Jarl von Orkney und John of Islay, Lord of the Isles nahmen alle schottischen Magnaten an dem Feldzug teil. In Perth kam es jedoch zum Mord an Ranald Macruarie, dem Führer des Aufgebots der Hebriden, der wegen eines älteren Streits auf Veranlassung von William, 5. Earl of Ross ermordet wurde. Anschließend verließ Ross das königliche Heer und zog nach Nordschottland zurück. Trotz dieses Zwischenfalls führte David II. sein Heer nach Süden. Nach dreitägiger Belagerung eroberten die Schotten den kleinen Peel von Liddell. Dann erpressten sie Lösegeld von den Bewohnern von Cumberland und Westmorland und zogen weiter nach Durham. Vor der Stadt traf eine Abteilung unter William Douglas am 17. Oktober 1346 ein englisches Heer, das von Erzbischof William Zouche von York aufgeboten worden war. Kurz darauf kam es zwischen dem schottischen und dem englischen Heer zur Schlacht von Neville’s Cross. In dieser Schlacht erlitten die Schotten eine schwere Niederlage. Der Earl of Moray, der Earl of Strathearn und zahlreiche weitere Barone und Adlige fielen. David II. geriet zusammen mit den Earls of Fife, Menteith, Sutherland und Wigtown sowie mit William Douglas in Gefangenschaft. Der Earl of Menteith wurde von Eduard III. als Verräter zum Tod verurteilt und hingerichtet. Den klaren Sieg nutzte Eduard III. jedoch nicht vollständig aus, da er und sein Heer durch die Belagerung von Calais gebunden waren. Der englische König betrachtete den schottischen König auch nicht als Verräter und Rebell gegen seinen eigenen Herrschaftsanspruch oder den von Balliol. Stattdessen wurde David II. in ehrenvolle Haft genommen.

### Englische Vorstöße nach Schottland
Edward Balliol versuchte, die Gefangennahme seines Gegners auszunutzen. Er machte einen Vorstoß nach Galloway, das er weitgehend unter seine Kontrolle bringen konnte. Auch Henry Percy und John Neville führten Vorstöße nach Südschottland und konnten Teviotdale, Annandale und weitere Gebiete besetzen. Mit ihrer Unterstützung führte Balliol einen zerstörerischen Vorstoß nach Lothian und erneuerte seinen Thronanspruch. Die Mehrheit der nicht bei Neville’s Cross gefallenen oder gefangen genommenen schottischen Magnaten blieb jedoch loyal zu David II. Mangels weiterer Unterstützung durch den englischen König blieb Balliols Vorstoß letztlich erfolglos. Erst am 13. Mai 1347 führte Eduard III. von Carlisle aus ein Heer nach Schottland, um es erneut zu unterwerfen. Sein Heer war aber nur 3360 Mann stark. In Falkirk diskutierten die englischen Kommandanten, ob sie weiter bis nach Perth vorstoßen sollten. Da die Schotten aber Verhandlungen anboten, erklärte sich der englische König gegen eine Zahlung von £ 9000 mit einem bis zum 8. September 1347 befristeten Waffenstillstand einverstanden. Nach Abschluss des Waffenstillstands zogen sich die Engländer zurück und überließen Balliol die Sicherung von Berwick, Roxburgh, Peebles und Dumfries.

### Andauernde Verhandlungen und Thronverzicht von Edward Balliol
In den nächsten Monaten kam es zu keinen größeren Kämpfen, weil der Schwarze Tod England und auch Schottland erreichte. Angeblich hatten die Schotten zunächst gehofft, dass die Pest Schottland verschonen würde. Ein schottisches Heer hätte sich im Forest of Ettrick versammelt, um einen Angriff auf England zu unternehmen, als plötzlich unter den Soldaten die Pest ausbrach. Zum Guardian of Scotland war inzwischen wieder Robert Stewart ernannt worden, dessen Führung aber offenbar nur bedingt anerkannt wurde. Die Schotten hatten dazu mehrere Gesandtschaften nach England geschickt, um über die Freilassung ihres Königs zu verhandeln. Der englische König verlangte aber nicht nur ein hohes Lösegeld, sondern auch bedeutende politische Zugeständnisse. Vor allem forderte er, dass im Falle eines kinderlosen Todes des bislang kinderlosen David II. die schottische Krone an den englischen König fallen solle. Diese Forderung führte mit dazu, dass die Verhandlungen lange Zeit ergebnislos blieben. Der nach der Niederlage von Neville’s Cross geschlossene Waffenstillstand wurde aber weitgehend eingehalten, so dass es zu keinen neuen größeren Kämpfen zwischen England und Schottland kam. 1353 wurden sogar Vereinbarungen zwischen schottischen Adligen und dem englischen König geschlossen, der schottische Kaufleute unter seinen Schutz stellte. Ohne englische Unterstützung konnte sich Edward Balliol aber nicht in Schottland behaupten. Vermutlich 1354 eroberten die Schotten Buittle Castle, wo Balliol geboren worden war. Damit hatte er seinen letzten Stützpunkte in Galloway verloren. Er zog nach Roxburgh, wo er vor Eduard III. seine Krone vom Kopf nahm und sie zusammen mit einer Handvoll Erde dem englischen König übergab. Am 20. oder 21. Januar 1356 besiegelte Balliol offiziell eine Urkunde, in der er seinen Thronanspruch an Eduard III. abtrat. Im Gegenzug erhielt er eine Pension, bis er 1364 kinderlos starb.

### Neue Kämpfe ab 1355
Angesichts der ergebnislosen Verhandlungen mit England hofften die Schotten auf eine englische Niederlage in Frankreich. Tatsächlich sandte der französische König Johann der Gute am 5. März 1355 den französischen Adligen Sire de Garencieres mit einer kleinen Streitmacht von fünfzig men-at-arms nach Schottland. Die Franzosen brachten angeblich 10.000 Mark mit nach Schottland, die an schottische Magnaten und Prälaten verteilt werden sollten. Dafür erwartete der französische König, dass die Schotten den mit England geschlossenen Waffenstillstand brechen würden. Tatsächlich eroberten Thomas Stewart, 2. Earl of Angus und Patrick Dunbar, 8. Earl of Dunbar Anfang November 1355 zusammen mit Garencieres in einem Überraschungsangriff Berwick und belagerten anschließend Berwick Castle. Eduard III. brach daraufhin mit einem Heer zum Entsatz der Burg auf. Da die beiden schottischen Magnaten keine Unterstützung von anderen schottischen Magnaten erhielten und Garencieres nach Frankreich zurückkehrte, räumten sie wieder Berwick. Vor dem 20. Januar 1356 waren die Engländer wieder im Besitz der Stadt. Danach zog Eduard III. mit seinem Heer weiter nach Haddington, wo seine Truppen die Franziskanerkirche in Brand setzten. Andere englische Truppen plünderten Whitekirk. Da diese Überfälle um den Festtag Mariä Lichtmess stattfanden, werden sie auch als Burnt Candelmas bezeichnet. Eine englische Flotte, die das Heer begleitete, wurde durch Nordwind an der Weiterfahrt gehindert und verlor einige Schiffe durch Strandung. Daraufhin sah Eduard III. von einem weiteren Vorstoß nach Norden ab und zog sich nach England zurück. Zur Vergeltung für die umfangreichen Verwüstungen, die die Engländer begangen hatten, unternahmen die Schotten Raubzüge nach Nordengland.

## Ende des Zweiten Schottischen Unabhängigkeitskriegs

### Neue Verhandlungen und Abschluss des Vertrags von Berwick
Als nun die Gefahr bestand, dass es erneut zu einem zerstörerischen Grenzkrieg zwischen England und Schottland kommen würde, besiegte der englische Thronfolger den französischen König im September 1356 in der Schlacht von Poitiers und nahm ihn gefangen. Damit verschwanden die Hoffnungen der Schotten, mit Unterstützung Frankreichs die Freilassung ihres Königs zu erreichen. Im Januar 1357 wurde eine neue schottische Verhandlungsdelegation ernannt. Gegen die Zahlung eines Lösegelds von 100.000 Mark verzichtete Eduard III. auf weitere politische Zugeständnisse für die Freilassung von David II. Am 3. Oktober wurde der Vertrag von Berwick besiegelt, worauf der schottische König freigelassen wurde. Bis zur vollständigen Bezahlung des Lösegelds, das in zehn Jahresraten gezahlt werden sollte, war ein Waffenstillstand vereinbart worden.

### Folgen
Der Vertrag von Berwick war zwar nur ein weiterer Waffenstillstand, doch faktisch beendete er den Zweiten Schottischen Unabhängigkeitskrieg. Nach dem Abschluss des Vertrags bestand zwischen England und Schottland ein nahezu friedliches Verhältnis, das Pilgerfahrten, Studienaufenthalte, vor allem aber wieder Handelsbeziehungen ermöglichte, wie sie in den Jahren des Kriegs seit 1296 nicht mehr möglich gewesen waren. Schon kurz nach dem Vertrag von Berwick kam es zu Vorverhandlungen über einen vollständigen Friedensschluss. Königin Johanna reiste zu ihrem Bruder Eduard III., und im Februar 1359 reiste David II. selbst wieder zu einem Besuch nach London. Da die Friedensverhandlungen jedoch keine Fortschritte machten, sandte David II. 1359 Robert Erskine und Norman Leslie zu Verhandlungen nach Frankreich. Sie versicherten dem Dauphin, der für den weiter in Gefangenschaft befindlichen König die Regierung führte, dass Schottland weiter zu seinem Bündnis mit Frankreich stehen würde. Sollte Frankreich die Kosten des Lösegelds für David II. übernehmen, dann würde Schottland wieder Krieg gegen England führen. Die französischen Unterhändler beantworteten dieses Angebot nur halbherzig. Sie boten den Schotten mit 50.000 Mark nur die Hälfte des Lösegelds, das am 5. April 1360 in Brügge an schottische Beauftragte übergeben werden sollte. Ein englischer Feldzug in Frankreich ab Oktober 1359 führte dann aber dazu, dass Frankreich alle Mittel für die eigene Kriegsführung aufwenden musste. Der am 7. Mai 1360 zwischen Frankreich und England geschlossene Friede von Brétigny machte das schottische Angebot zur Wiederaufnahme des Kriegs endgültig obsolet. Nach weiteren Verhandlungen bis 1365 zahlten die Schotten ab 1366 jährliche Raten für das Lösegeld von David II. In weiteren Verhandlungen wurde 1369 ein vierzehnjähriger Waffenstillstand vereinbart, der bis Februar 1384 gelten sollte. Nach dem Tod von David II. 1371 setzte sein Nachfolger Robert II. die Zahlungen fort, bis sie nach dem Tod des englischen Königs 1377 eingestellt wurden. Nach dem Ende der Zahlungen ergriff die englische Regierung nicht sofort Maßnahmen gegen Schottland, doch 1378 begann ein neuer Kleinkrieg an der englisch-schottischen Grenze. 1384 führte der Duke of Lancaster ein englisches Heer bis nach Edinburgh. Der Feldzug blieb weitgehend erfolglos, doch die Beziehungen zwischen den beiden Reichen blieben feindselig. Die Anglo-Schottischen Kriege dauerten mit Unterbrechungen bis ins 16. Jahrhundert an.